# Războaiele anglo-neerlandeze
Războaiele anglo-neerlandeze (numite Războaie Neerlandeze, Dutch Wars, de către englezi și Războaie Engleze, Engelse Zeeorlogen, de către neerlandezi) au fost o serie de conflicte între Republica celor Șapte Provincii Unite ale Țărilor de Jos și Anglia (Comunitatea Angliei și apoi Regatul Angliei), purtate în secolul al XVII-lea din motive comerciale și coloniale. Aproape toate bătăliile au fost duse pe mare. Conflictele ulterioare între Republica Neerlandeză și Anglia (transformată apoi în Marea Britanie) sunt uneori incluse în aceiași categorie, dar cauzele declanșării lor au fost cu totul altele.
„Cine stăpânește marea, stăpânește și comerțul; cine stăpânește comerțul lumii, stăpânește toate bogățiile lumii și, deci, însăși lumea”. Acest aforism, atribuit lui Walter Raleigh, armator și viceamiral al Angliei în 1599, atrăgea atenția reginei și contemporanilor asupra necesității dezvoltării flotei, navigației și a expedițiilor maritime, pentru ca țara să ia locul Spaniei în Europa și în lume.
În timpul războaielor religioase dintre Habsburgii catolici și statele protestante, atât englezii cât și neerlandezii au fost implicați în acest larg conflict european – diplomatic și militar. În același timp, ambele națiuni au întreprins călătorii de explorare pe distanțe lungi. În timpul Evului Mediu Târziu și a Renașterii, nici Anglia nici provinciile din Țările de Jos (Flandra sau Olanda) nu au fost puteri maritime europene la nivelul statelor comerciale Veneția, Genova, Portugalia, Castilia și Aragon; dar spre sfârșitul Epocii Marilor Descoperiri Geografice, neerlandezii și englezii au fost tentați să caute profituri în Lumea Nouă, influențați de mercantilism și de secole de interacțiune între ei asupra pescuitului, textilelor și a comerțului baltic.

## Republica Neerlandeză
Destrămarea monopolului spaniol în Antile și înlăturarea celui portughez din Indiile Răsăritene nu a fost opera negustorilor englezi, ci a corăbierilor tinerei Republici a Provinciilor Unite (Țările de Jos de astăzi, numite colocvial Olanda), cu o suprafață de numai 34.000 km2 și o populație de 1.5-2 milioane de locuitori, trăind de pe urma pescuitului și a comerțului maritim.
În 1609, regele spaniol Filip al III-lea (1598-1621), acceptând condițiile independenței de fapt a celor șapte provincii nordice ale Țărilor de Jos (Zeelanda, Olanda, Utrecht, Gelderland, Overijssel, Frisia și Groningen), a încheiat un armistițiu prin care se angajase să respecte pavilionul lor pe toate mările, chiar și în Indii (Lumea Nouă), și să deschidă traficului internațional portul Anvers, principalul centru comercial din nord-vestul Europei.
Locul Anvers-ului a fost luat de Amsterdam, „clădit pe schelete de heringi”, unde exista din 1596 a doua bancă din Europa și se înființaseră Companiile comerciale ale Indiilor Răsăritene (1602) și Indiilor Apusene (1621).
La sfârșitul anilor 1590, în timp ce continuau să lupte în Războiul de Optzeci de Ani împotriva Habsburgilor spanioli, neerlandezii au început și să exploreze la distanță lungă mările și oceanele. Încă din 1595 negustorii din Leyda și Haarlem trimiseseră corăbii în insulele Sonde (Indonezia). Inovația neerlandezilor în comerțul cu acțiuni într-o companie pe acțiuni a permis finanțarea expedițiilor prin subscripții de capital în Provinciile Unite și în Londra. Au întemeiat colonii în America de Nord, India și Indonezia (Insulele Mirodeniilor). În 1619 neerlandezii au înființat o colonie la Batavia, în 1625 ajungea în Formosa (Taiwan) iar din 1637 vor fi singurii europeni care să-și poată desface mărfuri în Japonia. În același timp se instalau în Indiile Apusene la Curaçao (Marea Caraibilor), în Noua Olandă (America de Nord) și ajungea în 1623 și în Brazilia, principalele izvoare de venit rămânând însă traficul mirodeniilor din insulele Moluce și pescuitul în apele nord europene. 
S-au bucurat și de succes continuu a privatierilor – în 1628 amiralul Piet Heyn a devenit singurul comandant care a reușit să captureze o mare flotă spaniolă cu argint. Datorită multor expediții lungi în Indiile Orientale Neerlandeze, societatea neerlandeză a creat o clasă de ofițeri și cunoștință instituțională care se vor replica mai târziu în Anglia, în principal prin Compania Engleză a Indiilor Orientale.
Până la mijlocul secolului al XVII-lea, neerlandezii i-au înlocuit în mare parte pe portughezi ca principalii negustori în Asia. În particular, prin obținerea majorității posturilor comerciale portugheze din Indiile de Est, neerlandezii au pus control pe foarte profitabilul comerț cu mirodenii. Acest lucru a coincis cu creșterea enormă a flotei comerciale neerlandeze, facilitată de producția ieftină în masă a flotei. Neerlandezii și-au creat cea mai mare flotă comercială din Europa, având mai multe nave comerciale decât toate celelalte țări la un loc, și posedau o poziție dominanță în comerțul european (mai ales în cel baltic), precum și în alte regiuni. Consecințe ale independenței politice și a dezvoltării comerciale, industria pescuitului din Provinciile Unite dădea peste 300.000 de tone pe an, numărul corăbiilor care transportau mărfuri sub pavilion neerlandez era evaluat la 16.000, iar exportul țării se ridica la o valoare pe care Anglia nu avea să o atingă decât peste un secol în 1740.

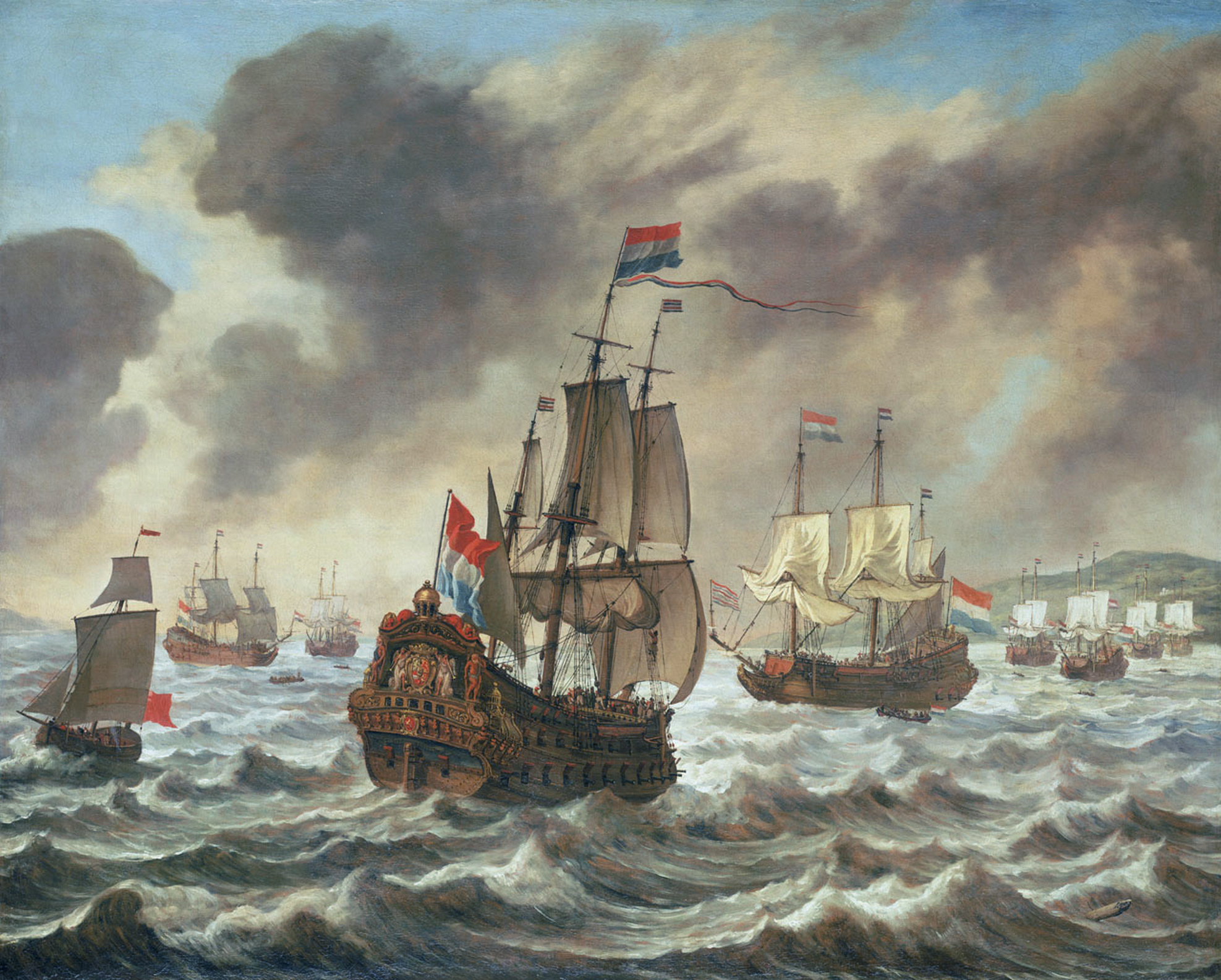
Bătălia de la Downs din 21 octombrie 1639 a adus Țărilor de Jos supremația navală asupra Spaniei. Tablou de Reinier Nooms

Bogăția orașelor neerlandeze producea uimire și invidie la curțile celorlalte state europene. Numeroși principi germani au devenit creditori Statelor Generale. Dar coloniștii englezi care se stabileau în Lumea Nouă și negustorii companiei engleze a Indiilor Răsăritene – care înființaseră de asemenea factorii comerciale în golful Bengal și în Insulele Moluce, se ciocneau tot mai des de negustorii neerlandezi care foloseau uneori forța spre a înlătura concurența. Reprezentativ pentru acea vreme a fost evenimentul din 1623 când zece negustori englezi au fost astfel executați la Amboina, învinuiți de complot împreună cu localnicii, moment care va fi reamintit intens de propaganda engleză înaintea declanșării fiecărui război împotriva neerlandezilor.
În 1648 Provinciile Unite au încheiat Pacea de la Münster cu Spania. Datorită împărțirii puterilor în Republica Neerlandeză, armata și marina erau principala bază a puterii stadhouderului, deși bugetul alocat acestora era stabilit de Statele Generale. La sosirea păcii, Statele Generale au decis să scoată din uz cea mai mare parte din forța militară neerlandeză. Asta a dus la conflict între marile orașe neerlandeze și noul stadhouder, Willem II de Orania, aducând Republica în pragul războiului civil. Moartea neașteptată a stadhouderului în 1650 a tensionat și mai mult atmosfera politică.

## Anglia
În secolul al XVI-lea regina Elisabeta I a construit marina regală și a adoptat o strategie de hărțuire împotriva Imperiului Spaniol prin corsari de rază lungă și misiuni piraterești, exemplificată prin atacurile corsare ale lui Francisc Drake asupra comerțului spaniol. În parte pentru a avea un pretext de a continua ostilitățile împotriva Spaniei, Elisabeta a ajutat Revolta Neerlandeză (1581) împotriva regelui Spaniei semnând Tratatul de la Nonsuch din 1585 cu noul stat neerlandez al Provinciilor Unite.
Expansiunea navală și colonială a Angliei începută pe vremea Elisabetei I (1558-1603) a fost însă stânjenită în prima jumătate a veacului al XVII-lea de conflictul intern dintre Parlament și Regalitate.

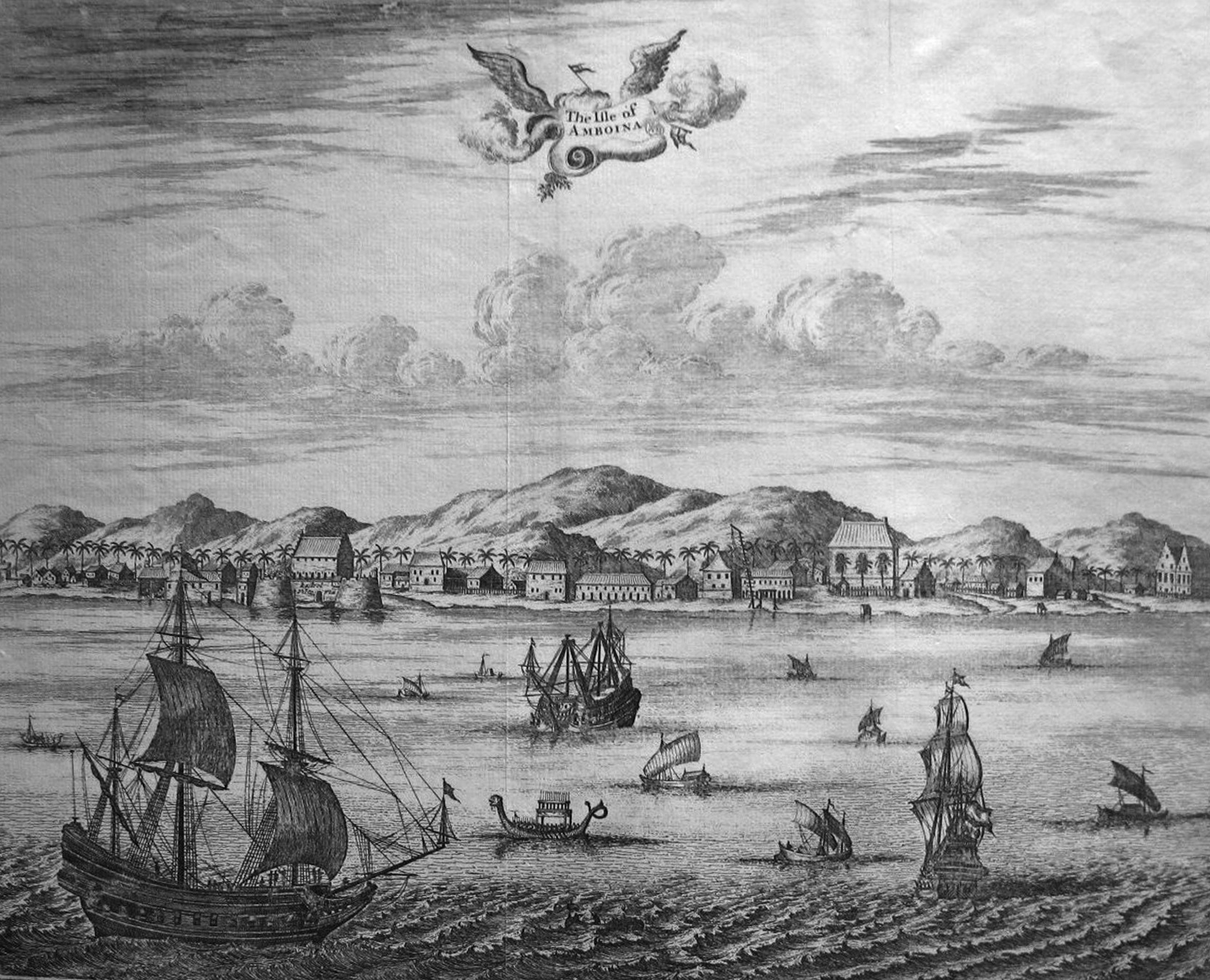
Vedere a factoriei neerlandeze din Ambon, prima jumătate a secolului al XVII-lea, unde a avut loc un incident sângeros între negustorii englezi și cei neerlandezi

După moartea Elisabetei, relațiile anglo-spaniole s-au îmbunătățit și Pacea din 1604 a pus capăt majorității acțiunilor corsare. Lipsa fondurilor a dus la neglijarea Marinei Regale. Carol I, care simpatiza catolicismul, a încheiat mai multe acorduri secrete cu Spania, îndreptate împotriva puterii maritime neerlandeze. El a demarat și un mare program de reconstrucție navală, impunând taxa de nave pentru a finanța construirea unor nave de prestigiu precum Sovereign of the Seas. Dar teama de a înrăutăți relațiile sale cu puternicul stadhouder neerlandez Frederick Hendrick, el a limitat ajutorul dat spaniolilor prin permiterea trupelor habsburge de a folosi navele englezești pe drumul lor spre Dunkerque. În 1636 și 1637 a făcut câteva încercări slabe de a obține drepturile asupra heringilor din Marea Nordului de la pescarii neerlandezi până intervenția flotei neerlandeze l-a oprit. În Lumea Nouă, Noua Olandă neerlandeză și Colonia engleză din Golful Massachusetts și-au contestat mare parte din coasta nord-est americană. Dar când în 1639 o mare flotă spaniolă s-a adăpostit în ancorajul englez de la Downs de lângă Deal în Kent, Carol nu a îndrăznit să o apere de atacul neerlandezilor; Bătălia de la Downs care a urmat a subminat puterea navală spaniolă și reputația lui Carol I.
Izbucnirea Războiului Civil Englez în 1642 a inaugurat o perioadă în care poziția navală a Angliei a fost slăbită substanțial. Marina engleză a fost divizată intern, deși ofițerii săi tindeau să favorizeze cauza parlamentară; după decapitarea regelui Carol I în 1649, Oliver Cromwell a reușit să unească țara în Comunitatea Angliei. Revoluția din Anglia din 1648 a descătușat interesele clasei de mijloc care înțelesese rentabilitatea comerțului maritim. Cromwell a revitalizat marina prin extinderea numărului de nave, promovarea ofițerilor după merit și nu după legăturile de familie, și prin combaterea furtului fondurilor publice de către aprovizioneri și angajații din șantiere, poziționând astfel Anglia să înfrunte global dominația comercială a Provinciilor Unite.
Atitudinea englezilor a devenit rapid ostilă neerlandezilor. Asta se datora vechilor preconcepții: se considera că neerlandezii s-au arătat nerecunoscători pentru ajutorul primit împotriva spaniolilor, devenind mai puternici decât foștii lor protectori englezi; pescuiau cei mai mulți heringi pe coasta de est a Angliei; i-au alungat pe englezi din Indiile de Est; susțineau vehement principiul comerțului liber pentru a ocoli taxele din coloniile engleze. Au apărut și noi puncte de conflict: odată cu declinul puterii Spaniei la sfârșitul Războiului de Treizeci de Ani în 1648, posesiunile coloniale ale Portugaliei și a Spaniei păreau ușor de acaparat.
Cromwell se temea de influența facțiunii oraniste și a exilaților regaliști din Republica neerlandeză; stadhouderii sprijiniseră monarhii Stuart (Willem II de Orania s-a căsătorit în 1641 cu fiica lui Carol I al Angliei) și au condamnat judecarea și executarea lui Carol I. Cromwell nu s-a temut de război, dimpotrivă îl și dorea. Ținând seama de așezarea favorabilă a insulelor britanice între cele două căi maritime de acces din ocean înspre Țările de Jos, Marea Nordului și Marea Mânecii, Cromwell a propus unificarea celor două națiuni într-o confederație cu sediul la Londra. La începutul anului 1651 Cromwell a încercat să atenueze tensiunile trimițând o delegație la Haga cu propunerea ca Republica Neerlandeză să se alăture Comunității Angliei și să îi ajute pe englezi să cucerească America Spaniolă cu resursele ei extrem de valoroase. Această încercare prost organizată de a pune capăt suveranității neerlandezilor prin atragerea lor într-o alianță dezechilibrată cu Anglia a dus de fapt la război: facțiunea pacifistă aflată la conducerea Statelor Olandei nu a reușit să formuleze un răspuns la această ofertă neașteptată iar oraniștii pro-stuarți au incitat mulțimea să hărțuiască trimișii lui Cromwell. Provinciile nu s-au putut resemna să devină o provincie a Angliei, după ce își câștigaseră independența prin lupta de 80 de ani împotriva celui mai puternic imperiul al vremii, Imperiul Spaniol. Când delegația s-a întors în țară, Parlamentul englez a decis să urmeze o politică de confruntare.

## Evoluția tehnicii de război până în 1650
În cei peste 60 de ani scurși de la expediția Marii Armade Spaniole din 1588, navele veliere de luptă evoluaseră simțitor, ajungându-se la mijlocul veacului al XVII-lea la vasul  de linie clasic, cu velatura completă cu două și chiar cu trei punți suprapuse, pe care se înșiruiau în borduri tunuri de bronz de calibre ce tindeau să se uniformizeze: 32 livre, 24 livre, 18 livre, 12 livre (o livră engleză = 453,59 gr).
În Anglia, republica acordase marinei militare o și mai mare atenție decât monarhia. Războiul civil dintre Parlament și regele Carol I Stuart dezvoltase spiritul războinic. Numărul tunurilor de pe navele engleze a ajuns să depășească curent 50, deși cele mai numeroase aveau să fie navele cu 30-50 tunuri. În 1652 și 1653 vor exista însă în flotă un vas de 88 tunuri și altul de 100 de tunuri.
Destinate mărilor deschise și oceanelor, navele engleze erau mai mari, mai trainice, mai stabile la mare și mai manevriere decât cele neerlandeze. Adâncimile mici ale fluviilor și estuarelor proprii impuseseră navelor neerlandeze să aibă fundul mai plat, asigurându-se capacitatea de transport printr-o lățime mai mare, deci o stabilitate mai mare, dar în același timp o manevrabilitate mai mică sub vânt, compensată printr-o greutate redusă datorită lemnului ușor de brad folosit în construcție, ceea ce ducea și la o înzestrare a navei cu tunuri mai puține și mai ușoare.
În decembrie 1653 flota engleză avea să cuprindă o navă de 100 de tunuri, una de 88 de tunuri, 8 de 60-66 tunuri, 16 de 50-58 tunuri, 32 de 40-46 tunuri, 43 de 30-39 tunuri, cu totul 101 nave mari, la care se adăugau 16 nave mai mici, corespunzătoare viitoarelor fregate, de 20-29 tunuri și 15 de 6-16 tunuri. Totodată, calibrul predominant la englezi era cel de 32 livre față de cel de 24 livre la neerlandezi.
Spre deosebire de flota engleză care a fost creată la dorința personală a regelui și mult timp folosită ca mijloc de etalare a puterii regale prin construcția de nave de prestigiu de mare tonaj și putere de foc, flota neerlandeză avea origini mai umile. Baza creată de cerșetorii mării, pirați convertiți la cauza națională, a fost oficializată de fiecare provincie maritimă prin crearea de amiralități cu caracter regional: câte una pentru provinciile Zeelanda și Frisia, dar nu mai puțin de trei pentru provincia Olanda (Rotterdam sau Maze, Amsterdam și Frisia de Vest sau Noorderwartier). Scopul flotei neerlandeze era de a apăra apele metropolitane împotriva încercărilor spaniole de debarcare, obiectiv de care s-a achitat întotdeauna, și în același timp de a proteja rutele comerciale către și din Marea Nordului, în special împotriva corsarilor din porturile flamande (Dunkerque, Oostende) supuși spaniolilor. Operațiunile ofensive de peste mări au fost lăsate, cu puține excepții, pe seama Companiilor Indiilor de Est și de Vest. Deoarece corsarii din Dunkerque au dezvoltat un nou tip de navă, fregata, foarte rapidă dar destul de bine armată pentru a prăda corăbiile comerciale, flota neerlandeză a abandonat navele de tonaj mare folosite inițial în atacurile efectuate împreună cu englezii înainte de 1604 asupra Peninsulei Iberice, și a adoptat noul tip de fregată, chiar și pentru navele amiral.
În războiul general european de 30 de ani (1618-1648) flota neerlandeză comandată de Maarten Tromp învinsese pe cea spaniolă în 1639 în strâmtoarea Calais la Dune (Downs), dobândind vremelnică stăpânire a mării. Deși toate navele de război ale neerlandezilor au fost de tipul fregatei, suplinite de multe nave comerciale armate sau de navele Companiilor Indiilor de Est și de Vest contractate, spaniolii nu au putut opune o rezistență organizată geniului lui Tromp și a amiralilor săi. Dar fragilitatea navelor sale de luptă, față de cele engleze, nu era încă cunoscută. De valoare asemănătoare era însă personalul celor două flote, format corespunzător în state maritime de corăbieri și pescari, cu deosebirea că flota neerlandeză avea echipaje mai puțin numeroase și mai puțin militarizate, față de cele engleze abia ieșite dintr-un lung război civil.

## Primul Război Anglo-Neerlandez
| Numărul tunurilor de pe nave | Nave engleze | Nave neerlandeze |
| 100                          | 1            | 0                |
| 85                           | 1            | 0                |
| 60                           | 1            | 0                |
| 50-56                        | 10           | 1                |
| 40-48                        | 12           | 10               |
| 30-40                        | 28           | 26               |
| 20-30                        | 35           | 44               |
| 6-16                         | 15           | 7                |
| Total                        | 103          | 88               |

Ca rezultat al programului naval ambițios al lui Cromwell în timp ce amiralitățile neerlandeze își vindeau majoritatea navelor, englezii au ajuns în posesia unei marine mult mai puternice, cu mai multe nave de război specializate, mai mari și mai puternice. Neerlandezii dețineau un sistem comercial mult mai mare și mai eficient, cu mult mai multe nave comerciale, rate de transport mai mici, finanțare mai bună și o gamă mai mare de bunuri manufacturate de calitate spre vânzare. 
Pentru a-și proteja poziția din America de Nord, Parlamentul englez a emis în octombrie 1651 primul dintre Actele de Navigație, care stipula că toate bunurile importate în Anglia trebuie transportate pe nave engleze sau pe navele din țările exportatoare, excluzând astfel intermediarii (majoritatea lor neerlandezi). Astfel, principala prevedere a fost interzicerea oricărei corăbii străine să aducă în Anglia și în posesiunile sale alte mărfuri decât cele provenind din exportul propriei țări sau produse în propria țară. Orice alt fel de comerț în apele Africii, Aisei, Americii, Levantului, urma să fie făcut numai de nave engleze adică nave construite în Anglia, aparținând unui proprietar englez (prevedere ulterioară din 1664) și având un echipaj pe trei sferturi englez. Prin urmare, prevederile Actului de Navigație îndemnau pe mulți englezi să se facă marinari și să caute ei înșiși în țări îndepărtate mărfurile de care aveau nevoie.

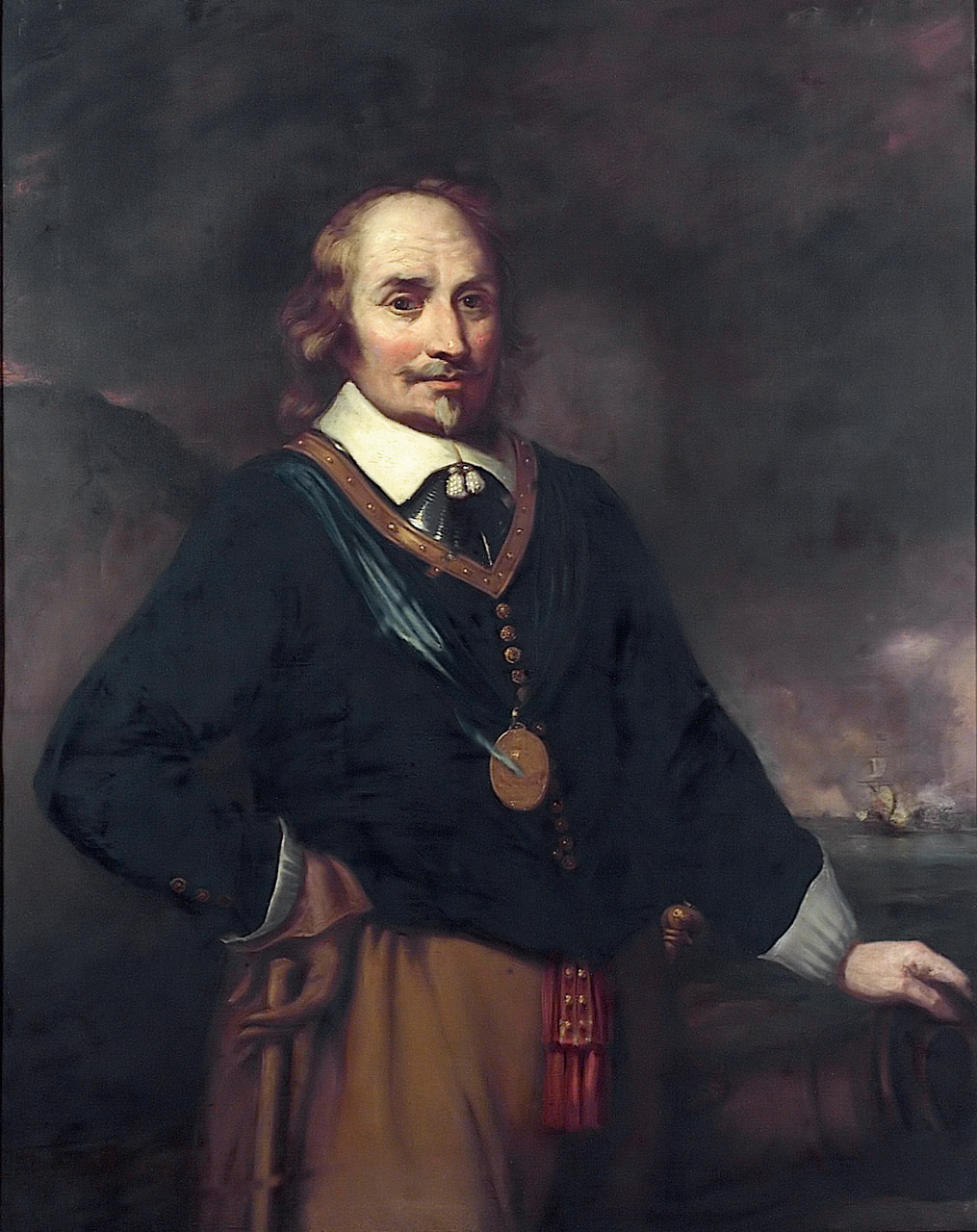
Locotenentul-amiral Maarten Tromp, portret de Jan Lievens

Măsuri cu caracter asemănător fuseseră luate în trecut și în alte țări (Spania, Franța), iar neerlandezii s-au adaptat acestora (de exemplu, când în anii 1590 Filip al II-lea al Spaniei a impus embargou asupra navelor neerlandeze, acestea au adus mirodenii direct din Indiile de Est și sare direct din Lumea Nouă). Această măsură mercantilistă nu a rănit atât de mult pe neerlandezi deoarece comerțul englez era relativ puțin important pentru traficul practicat de locuitorii Țărilor de Jos, „cărăușii mărilor”, dar a fost folosită ca pretext ideal de mulți pirați și privatieri cu baza în teritoriul englez pentru a captura orice navă neerlandeză întâlnită. Totodată au servit ca o provocare în mintea neerlandezilor pentru a refuza să salute steagul autorităților portuare engleze. Provinciile Unite au răspuns amenințării crescânde prin contractarea unui mare număr de nave comerciale armate pentru serviciu în marina de război. 
Conflictul maritim ce se anunța avea și o motivare juridică generală: teoriei susținute de umanistul neerlandez Grotius, cea a „mării libere” (Mare liberum) – marea nu aparține nimănui, este a tuturor –, i se opuse teoria englezului Schelde: marea este a celui care o stăpânește („Mare clausum”). Încercând să renască un vechi drept cum că ar trebui recunoscuți drept „stăpânii mărilor”, englezii au cerut ca toate navele străine să își coboare steagul în semn de salut față de navele lor, chiar și în porturi străine. La 29 mai 1652 locotenentul-amiral Maarten Tromp nu s-a grăbit să arate respectul așteptat prin coborârea steagului pentru a saluta flota engleză întâlnită. Acest lucru a dus la o luptă, Bătălia de la Goodwin Sands, după care Comunitatea Angliei a declarat război la 10 iulie. 

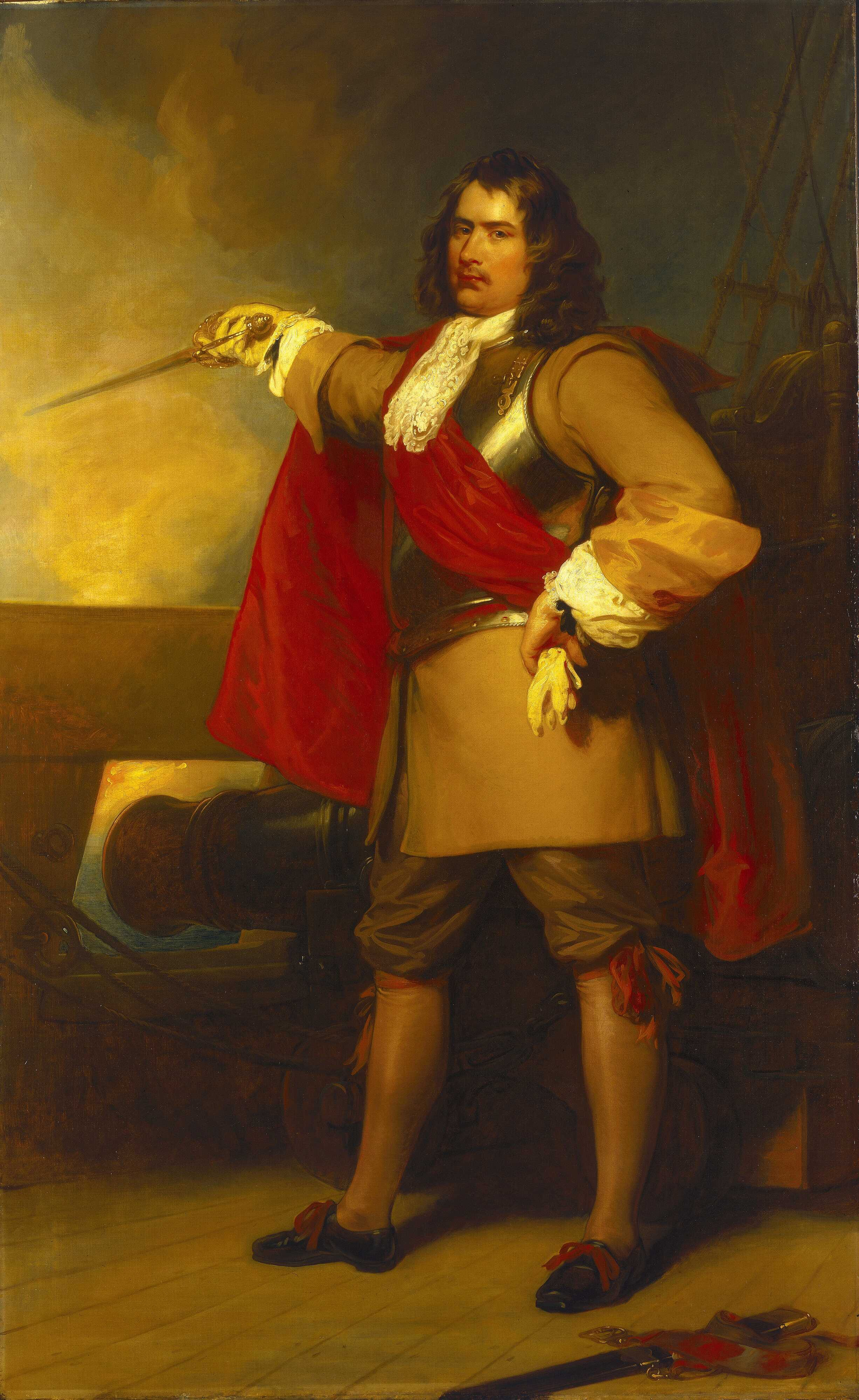
Generalul-pe-mare Robert Blake, tablou de Henry Perronet Briggs, 1829

În Bătălia de la Plymouth, englezii au încercat să distrugă o flotă neerlandeză comercială și escorta ei, dar au fost puși pe fugă și urmăriți de către Michiel de Ruyter. Așa a început o legendă neerlandeză. După mai multe lupte indecise de mică anvergură englezii au avut sorți de izbândă în prima mare bătălie navală, generalul-pe-mare Robert Blake învingându-l pe vice-amiralul neerlandez Witte de With în Bătălia de la Kentish Knock din octombrie 1652, dar crezând că flota neerlandeză a fost distrusă nu a mers în urmărire. Considerând că războiul este câștigat și ca și sfârșit, englezii și-au împărțit forțele și în decembrie au fost învinși de flota locotenentului-amiral Maarten Tromp în Bătălia de la Dungeness din Canalul Mânecii. Neerlandezii au fost de asemenea victorioși în Bătălia de la Livorno din martie 1653 în Italia și au obținut controlul efectiv asupra Mării Mediterane și a Canalului Mânecii. 
Recuperându-se de pe urma unei răniri, Blake împreună cu George Monck a regândit întregul sistem de tactici navale și după iarna anului 1653 a folosit linia de bătălie mai întâi pentru a-i alunga pe neerlandezi din Canalul Mânecii în Bătălia de la Portland și apoi din Marea Nordului în Bătălia de la Gabbard. Neerlandezii nu au putut rezista cu succes deoarece Statele Generale nu au răspuns la timp avertizărilor amiralilor că aveau nevoie de nave de război mult mai mari. În Bătălia finală de la Scheveningen din 10 august 1653 Tromp a fost ucis, o lovitură adusă moralului neerlandezilor, dar englezii au trebuit să ridice blocada coastei neerlandeze. Acum ambele națiuni erau extenuate și Cromwell a dizolvat războinicul Parlament Trunchiat, negocierile de pace au putut să fie fructificate, deși după multe luni de schimburi diplomatice lente.

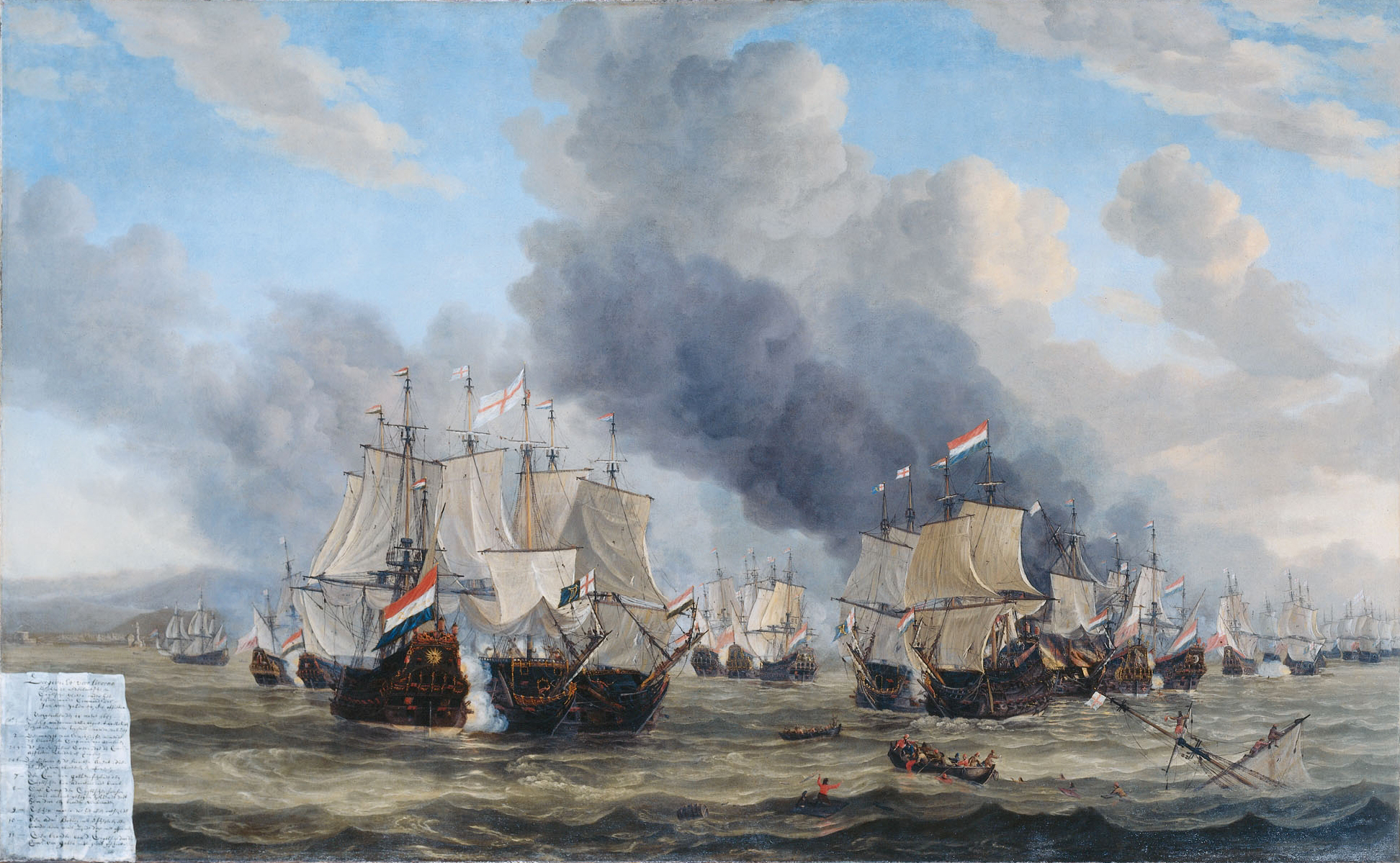
Bătălia de la Livorno, 4 martie 1653

Războiul s-a sfârșit la 5 aprilie 1654 prin semnarea Tratatului de la Westminster (ratificat de Statele Generale la 8 mai), dar rivalitatea comercială nu a fost rezolvată, englezii nereușind să îi înlocuiască pe neerlandezi ca națiunea comercială dominantă a lumii. Tratatul conținea o anexă secretă, Actul de Excludere, interzicând prințului copil Willem al III-lea de Orania să devină stadhouder al provinciei Olanda, ceea ce se va dovedi o viitoare sursă de discordie. Deși englezii au obținut victoria tactică în apele metropolitane, ei au pierdut în toate apele periferice, comerțul lor fiind aproape în întregime anihilat iar datoriile făcute pentru echiparea marinei sugrumând bugetul, astfel că războiul s-a încheiat printr-o remiză, din punct de vedere strategic englezii nereușind să ia comerțul naval din mâinile neerlandezilor. Victoriile englezilor au determinat reformarea marinei Provinciilor Unite, care a introdus schimbări și a început modernizarea echipamentului și a armamentului. În 1653 neerlandezii au demarat un amplu program de expansiune navală, construind 60 nave mari, reducând parțial decalajul calitativ față de flota engleză. Deoarece a pornit războiul împotriva Spaniei fără ajutorul neerlandezilor, Cromwell a dorit să evite un nou conflict cu Republica, deși în aceiași perioadă neerlandezii i-au invins aliații portughezi și suedezi.
Întâiul război anglo-neerlandez (1652-1654) a evidențiat apariția vasului de război de linie cu vele, tipul clasic al navei de luptă din veacurile al XVII-lea și al XVIII-lea. Primele vase de linie erau încă mici, nu depășeau în general ca armament 50 de tunuri, dar tipul lor constructiv de bază nu se va schimba timp de două secole până la sfîrșitul epocii velelor. Arma lor de lovire, tunul de bronz fix așezat în borduri și aruncând ghiulele de fontă sau fier, ducea întâi de toate la un duel de artilerie. Dar, cum forța de pătrundere a ghiulelelor prin carenele relativ groase de lemn era limitată, se ajungea nu rareori la abordaj, în care soldații sau marinarii înarmați luau cu asalt nava adversă. Formațiune tactică precisă de angajare a luptei nu exista; acțiunea cât mai multor tunuri asupra unui adversar urma să-l scufunde sau să-l silească să se predea. Totuși formațiile flotelor în ultimele două bătălii (de la Gabbard și de la Scheveningen) au prefigurat linia unică de șir din războaiele următoare.
S-a dezvoltat totodată și lansarea de nave incendiare (sau incendiatoare), inițiată de neerlandezi în Asediul Anversului din 1584-1585 și adoptată apoi de englezi împotriva Armadei Spaniole din 1588, îngăduită bineînțeles numai flotei din vânt. Poziția în vânt, câștigarea vântului, a fost consfințită ca principal avantaj în luptă și manevra a început să se dezvolte tocmai pentru dobândirea acestui avantaj. Amiralul neerlandez Maarten Tromp, căruia i s-a spus părintele tacticii navale, a folosit cu multă iscusință avantajul vântului și de la el au învățat și contemporanii și urmașii. În marina neerlandeză, Tromp avea să aibă un continuator și mai vestit, Michiel de Ruyter, dar în general toți comandanții de flotă neerlandezi aveau să se arate buni tacticieni. Dacă au fost învinși de englezi, aceasta s-a datorat unui factor manterial: aceștia aveau nave mai mari, mai grele, cu mai multe tunuri, mai grele, care nu se puteau construi pe estuarele puțin adânci ale Provinciilor Unite. Și apoi în această primă confruntare cu Anglia pentru stăpânirea mării, căpitanii neerlandezi ai căror bunici duseseră războiul de independență, nu mai aveau spiritul războinic mai puternic al englezilor, abia ieșiti din războiul civil care instaurase guvernarea clasei de mijloc. Tromp și De Ruyter s-au format ca marinari din adolescență, Blake și Monck au deprins meseria - ajutați de statele lor majore de profesioniști de la bord - dincolo de vârsta maturității. Potențialul naval superior al Angliei le-a îngăduit însă să rămână învingători pe mare.

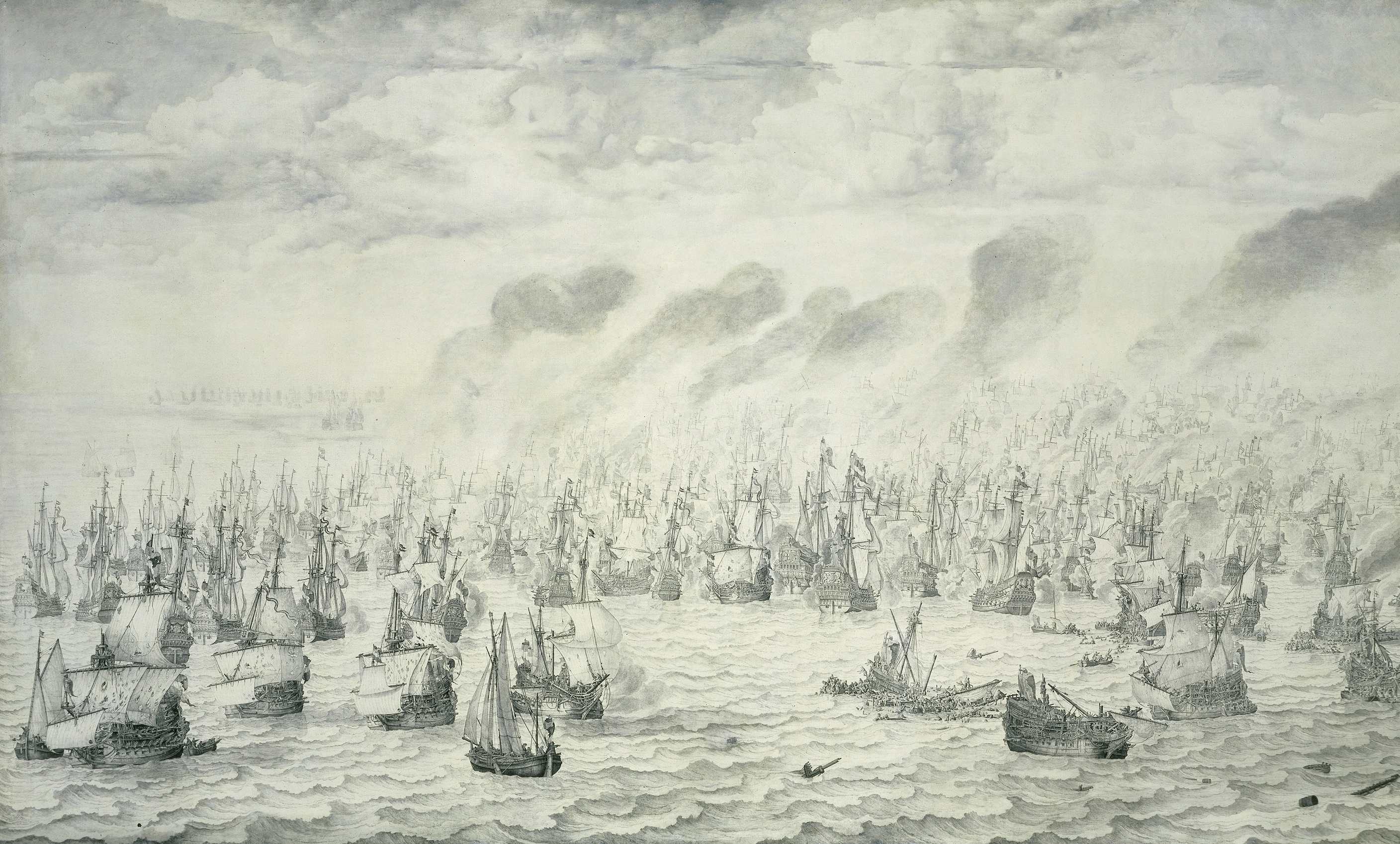
Bătălia de la Scheveningen, 10 august 1653

Din punct de vedere tactic, războiul a fost martorul celor mai strălucite manevre și celor mai profunde transformări în luptele navale de până atunci. Linia de bătaie în șir, folosită intermitent de neerlandezi în deceniile precedente, a fost adoptată și formalizată de către englezi, devenind norma tuturor bătăliilor navale viitoare. Instrucțiunile emise de Blake, Deane și Monck în 1653 stipulau folosirea pentru prima dată a liniei de șir în formație strânsă (de exemplu, la jumătate de ancablură între nave) și a fost aplicată cu scucess la Gabbard și la Scheveningen. Flote de mărimi nemaiîntâlnite până atunci (100-120 de corăbii de fiecare parte) au luptat în bătălii decisive purtate pe mai multe zile, în care pierderile s-au ridicat uneori și la 10-20 de nave.
La începutul războiului au predominat luptele dezordonate de la mică distanță în care s-a pus accentul mai mult pe abordaj decât pe canonadă. Amiralii veterani Maarten Tromp și Robert Blake au luptat mai multe asemenea bătălii care nu s-au dovedit decisive. Datorită unor noi circumstanțe, au ajuns la comanda supremă noi amirali care au regândit tacticile navale și organizarea flotei și au pus accentul pe disciplină. Witte de With a fost unul dintre aceștia, reușind să scape din înfrângerea de la Kenitsh Knock doar cu două nave pierdute în fața flotei engleze mult superioare. În această bătălie Blake nu a reușit să își mențină flota în ordine, s-a grăbit cu câteva nave să înceapă lupta de la mică distanță, fiind depășit numeric pentru o vreme de De With care și-a menținut flota la o distanță sigură față de tunurile englezilor înainte de a obține o superioritate locală. Mai multe nave engleze au fost serios avariate (precum Sovereign și Resolution, ale căror reparații nu au fost finalizate decât târziu anul următor). Totuși, indisciplina unor căpitani și dezertarea celor din Zeeland au decis bătălia în favoarea englezilor. Animozitate generală contra lui Witte de With i-a împiedicat pe neerlandezi să recunoască că bătălia s-a încheiat mult mai bine decât se așteptau. Tromp a fost readus la comandă și a reușit să câștige la Dungeness datorită superiorității numerice hotărâtoare. Blake s-a avântat în luptă deși era în dezanvataj numeric și strategic (era sub vânt, prins între inamic și coastă) și numai lipsa de coordonare și de entuziasm a neerlandezilor i-a permis să scape pierzând relativ puține nave. Blake nu a conștientizat greșelile sale și a dat vina pe căpitanii săi.
| Numărul tunurilor de pe nave | Nave engleze | Nave neerlandeze |
| 100                          | 1            | 0                |
| 86-90                        | 1            | 0                |
| 60-66                        | 8            | 1                |
| 50-60                        | 16           | 9                |
| 40-50                        | 32           | 27               |
| 30-40                        | 43           | 33               |
| 20-30                        | 16           | 16               |
| 6-16                         | 14           | 15               |
| Total                        | 131          | 101              |

Bătălia de la Portland a fost purtată cu aceleași tactici, numai că englezii erau de această dată mult mai puternici. În cele din urmă, uzura fost mai mare de partea neerlandezilor care au scăpat totuși de la anihilare datorită măiestriei lui Tromp în domeniul navigației. La Gabbard George Monck a avut comanda flotei engleze și, înțelegând importanța formației și a manevrei, a adoptat linia de șir și canonada de la distanță pentru a-i împiedica pe neerlandezi să se apropie la abordaj. Limitele conducerii lui Tromp s-au arătat atunci când nu a reușit să își mai controleze flota și retragerea de a doua zi s-a transformat într-un dezastru de proporții, în care au fost pierdute nave ce ar fi trebuit să fie invulnerabile. Tromp și-a arătat încă o dată minunatele calități de navigator, reușind să câștige vântul asupra englezilor lui Monck și să execute mai multe manevre impecabile care i-au permis escadrei lui De With să iasă din Texel și să se unească cu Tromp înaintea ultimei bătălii, evitând astfel lupta în inferioritate numerică. Bătălia de la Scheveningen a fost aproape la fel de costisitoare din punct de vedere material pentru neerlandezi, dar după moartea lui Tromp la începutul bătăliei, Witte de With, Michiel de Ruyter și ceilalți amirali au dus bătălia în formație informală de linie, oglindindu-i pe englezi să lupte sub vânt și au reușit să impiedice tranformarea înfrângerii într-o debandadă asemănătoare celei de la Gabbard. Witte de With a fost instrumental în formarea ariergardei care i-a împiedicat pe englezi să obțină o victorie covârșitoare. În toamna anului 1653 flota neerlandeză a integrat mult așteptatele nave mai grele, a căror construcție începuse anul precedent, dar vremea nefavorabilă și dorința generală de pace nu a mai dus la o altă bătălie în care victoria s-ar fi anunțat mult mai greu de obținut de către englezi.

## Al Doilea Război Anglo-Neerlandez
Pacea victorioasă de la Westminster nu a dat totuși Angliei întâietatea comercială maritimă. Englezii încă își doreau rutele comerciale neerlandeze și terminarea dominației mondiale a comerțului Țărilor de Jos.  Aplicarea prevederilor Actului de Navigație a făcut să crească taxele de transport pentru mărfuri și negustorii englezi au încetat să mai trimită o vreme corăbii în Marea Baltică și în Marea Albă, în timp ce Provinciile Unite, sub guvernarea Marelui Pensionar Jan de Witt, își intensificau comerțul în Marea Mediterană  și purtau un război victorios cu Suedia. În acest din urmă război noua flotă de război neerlandeză și-a arătat puterea sporită învingând flota suedeză în Bătălia de la Sund (1658). Instabilitatea politică ce a urmat în Anglia morții lui Cromwell avea să ducă la restaurarea monarhiei, pe care Parlamentul o va vota în 1660. Noul rege Carol al II-lea Stuart, deși pribegise în Țările de Jos, nu s-a opus sentimentului popular potrivnic Provinciilor Unite, declarând că „nu mai vrea să plece în călătorie”.
| Numărul tunurilor de pe nave | Nave engleze | Nave neerlandeze |
| 100                          | 1            | 0                |
| 86-90                        | 2            | 0                |
| 70-80                        | 6            | 6                |
| 60-70                        | 5            | 11               |
| 50-60                        | 23           | 32               |
| 40-50                        | 33           | 48               |
| 30-40                        | 19           | 35               |
| 20-30                        | 21           | 15               |
| 6-16                         | 14           | 12               |
| Total                        | 124          | 159              |

După Restaurația Monarhiei în Anglia în 1660, regele Carol al II-lea a încercat prin căi diplomatice să își facă nepotul Willem al III-lea de Orania stadhouder al Republicii. În același timp, Carol a promovat o serie de politici mercantiliste anti-neerlandeze, care au dus la trezirea naționalismului agresiv în Anglia, țara fiind „nebună după război” (după spusele lui Samuel Pepys). Negustorii englezi au instigat la acțiuni piraterești.
În 1663-1664, în plină pace, expediția navală engleză a amiralului Robert Holmes a luat în stăpânire posesiunile neerlandeze din Africa de Vest și a cucerit apoi așezările neerlandeze nord-americane (Noua Olandă). Statele Generale au reluat Goree în anul următor (1664) printr-o expediție condusă de Michiel de Ruyter, trimisă în taină, direct din Marea Mediterană unde amiralul păzea traficul de atacurile barbareștilor. Expediția avea să ajungă în Guineea și în Indiile Apusene, dar, de îndată ce s-a aflat de acțiunea lui De Ruyter în Africa, Parlamentul din Londra a acordat creditele necesare armării unei mari flote militare. „Ce importanță au motivările raționale, ceea ce ne trebuie e o mai mare parte din traficul făcut de neerlandezi” mărturisea George Monck, altădată general republican, devenit duce de Albemarle sub monarhie. (În 1664 navigau sub pavilion englez vreo 4.000 de corăbii, sub cel neerlandez în jur 16.000) Iar regele, printr-o proclamație dată la sfârșitul anului 1664, încuviința ca supușii săi să pună mâna pe mărfurile neerlandeze în toate mările sub toate pavilioanele. 

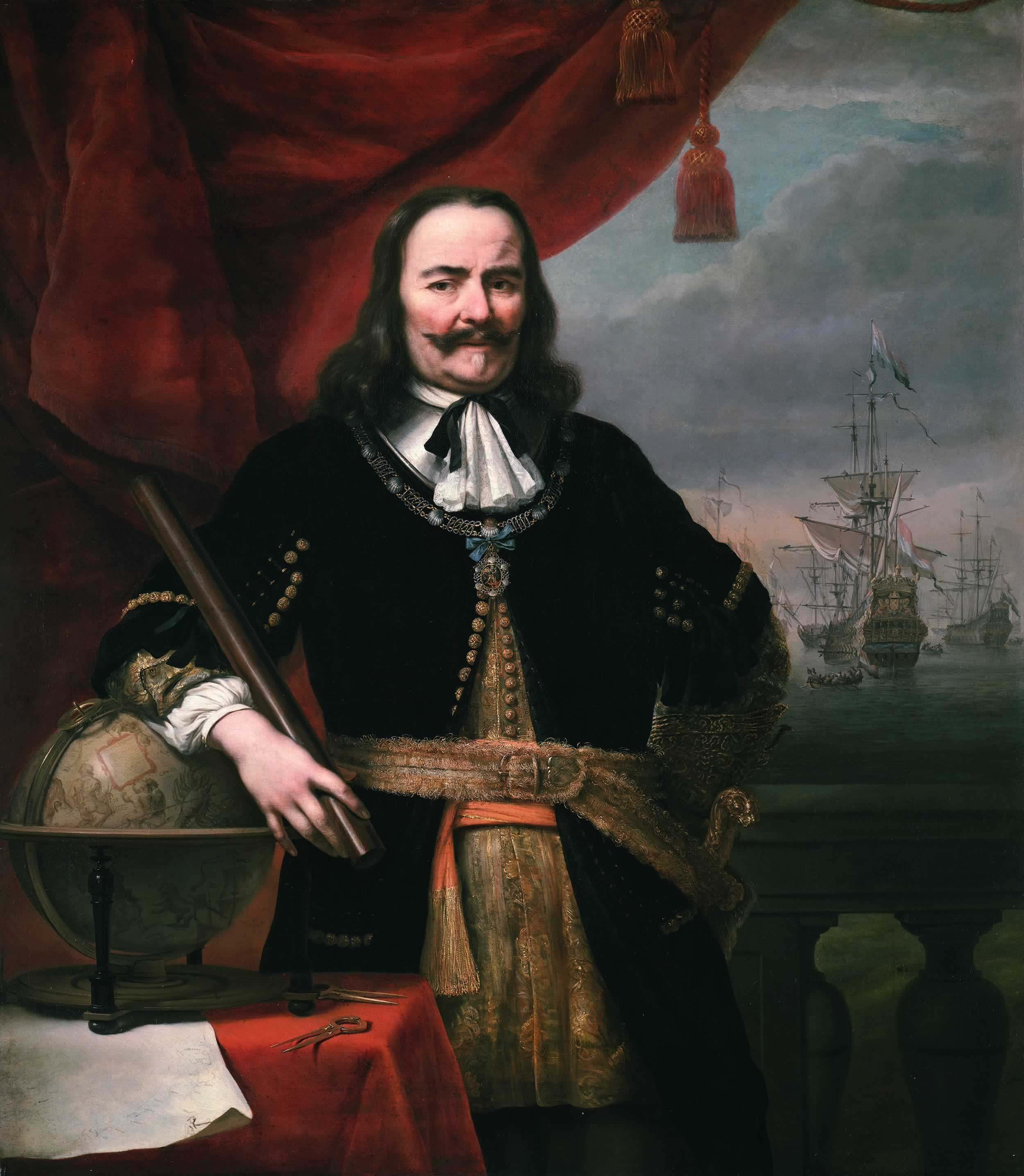
Michiel de Ruyter în 1667. Portret de Ferdinand Bol

La 29 decembrie 1664 contra-amiralul englez Thomas Allin a atacat în strâmtoarea Gibraltar convoiul anual neerlandez ce se întorcea din Levant (botezat Flota de Smirna), dar a fost respins, reușind să captureze doar 3 nave. În februarie 1665 cele două puteri au început oficial pregătirea operațiilor militare. În răstimpul dintre primul și al doilea război anglo-neerlandez, flotele militare ale celor două state se reorganizaseră și dezvoltaseră considerabil. Marina neerlandeză fusese întărită cu vasele de linie aflate în construcție, sau urmând a fi construite în 1654, iar în 1664 trecuse la construirea de vase mari de 60 și 80 tunuri. Navele neerlandeze păstrau forme mai rotunde față de cele engleze, dar s-au construit și vase ușoare mai repezi, de tipul fregată (26-36 tunuri), destinate capturării corăbiilor comerciale și ajutorării navelor mari de linie avariate în luptă. Calibrele artileriei de pe navele neerlandeze au rămas în medie inferioare celor de pe navele engleze, respectivele calibre maxime trăgând ghiulele de 36 livre și 42 de livre (1 livră engleză = cca. 0,5 kg).
Mai mari și cu mai multe tunuri, vasele de linie engleze păstrau și echipaje mai numeroase. Pentru lupta apropiată amândouă flotele ambarcau soldați, îndeosebi soldați de marină, De Ruyter căutând să nu mai aibă la bord soldați din trupele de uscat.
Conducerea flotei neerlandeze nu putea avea omogenitatea celei engleze. Fiecare din cele cinci Amiralități provinciale avea câte trei ofițeri amirali, pe lângă comandantul șef. În plus, ofițerii erau divizați între republicani și oraniști. În sfârșit, dacă marinarii neerlandezi provenind toți de pe vase comerciale care călătoreau îndelung în jurul globului, aveau o experiență deosebită în manevra velelor – manevre de a căror finețe nu erau în stare în mod obișnuit echipajele engleze –, comandații de nave și ofițerii s-au arătat deseori puțin pătrunși de simțul disciplinei, al curajului militar și manevrelor de escadră.
Marina engleză era mult mai unitară și omogenă. După Restaurație, conducerea ei revenise fratelui regelui Carol, ducele Iacob de York, care căutase să revitalizeze calitățile dobândite în război de marina lui Cromwell. Războiul impusese limpede permanența unei marine militare puternice, care să nu mai piardă din mână stăpânirea mării. Ducele de York a creat categoria „midshipman” a aspiranților de marină care să se formeze de la început ca ofițeri de marină militară, și a instituit soldele permanente. A promovat desigur elementele din nobilime, dar a acordat încredere profesioniștilor ce-și dovediseră valoarea în marina republicană, ceea ce a făcut pe istoricul T.B.Macauley să observe că în marina Restaurației „erau marinari și gentlemeni, dar marinarii nu erau gentlemeni, iar gentlemenii nu erau marinari”. Interesul crescând al diferitelor pături ale societății engleze pentru traficul pe ocean trebuia să asigure de altfel tăria morală acceptării oricărui război de hegemonie maritimă.
Mai buna aprovizionare a arsenalelor și „modernizarea” șantierelor marinei au fost de asemenea alte realizări după Restaurație ale Lordului Mare Amiral. Dar cea mai însemnată măsură a Ducelui de York pare să fi fost cea din domeniul tacticii, a regulamentului pentru luptă. „Fight Instructions”, instrucțiuni de luptă date în 1665, prevedeau o singură linie de șir a întregii flote de bătălie. Linia de șir era într-adevăr formația firească atât pentru punerea în valoare a artileriei, așezată lateral în borduri, cât și pentru sprijinirea reciprocă a unei nave de către cele învecinate. Lupta cu escadre separate îngăduia desigur acțiuni de concentrare asupra unei fracțiuni a adversarului, dar conducerea lor de către șeful flotei, în condițiile folosirii unor coduri de semnale încă puțin evoluate, era grea. Pe de altă parte, în războiul cu Țările de Jos obiectivul conflictului era stăpânirea mării, nimicirea flotei adverse, ceea ce pretindea ținerea cât mai concentrată a flotei. Acțiunile împotriva convoaielor, eventuale atacuri la coastă, veneau în plan secund. Navele de linie creșteau mereu în dimensiuni și în număr de tunuri, înșiruirea lor într-o singură formație crea o forță de șoc maximă și totodată „zidul de cetate” care numai prin străpungere ar fi putut fi atacat din amândouă părțile. Istoricul naval german Meurer găsește și o motivare psihologică trecerii la linia unică de șir. Spiritului revoluționar avântat, caracteristic noii orânduiri sociale din Anglia lui Cromwell, îi urmase sub Restaurație un spirit mai conformist, de ordine, în care regulamentele și ierarhia își redobândeau autoritatea. Dar și în marina neerlandeză instrucțiunile tactice pe care avea să le dea comandantul șef aveau să se refere, tot de atunci, la întreaga flotă și nu separat la flotele fiecărei provincii.
Instrucțiunile din 1665 concepeau linia de șir ca mijloc de a da bătălia. Din vânt dușmanul trebuia atacat „toți odată”, focul deschizându-se de la bătaia eficace; dacă cele două linii navigau în sensuri opuse, duelul de artilerie trebuia reluat după întoarcere prin contramarș sau toți odată. Sub vânt, linia proprie trebuia ținută strâns, avangărzii revenindu-i – după împrejurări – realizarea străpungerii liniei adverse pentru angajarea ei și din celălalt bord. Aceste prevederi puteau îngrădi până la un punct inițiativa comandanților în subordine, dar „Instrucțiunile” specificau totodată că scopul bătăliei navale este acela de a „scufunda, incendia, captura sau distruge flota dușmană”. Cu alte cuvinte, păstrarea formației nu era un scop în sine; pe măsura trecerii timpului va depăși însă în importanță scopul final al bătăliei, în veacul următor impunându-se obligativitatea păstrării liniei de șir în toate împrejurările luptei.

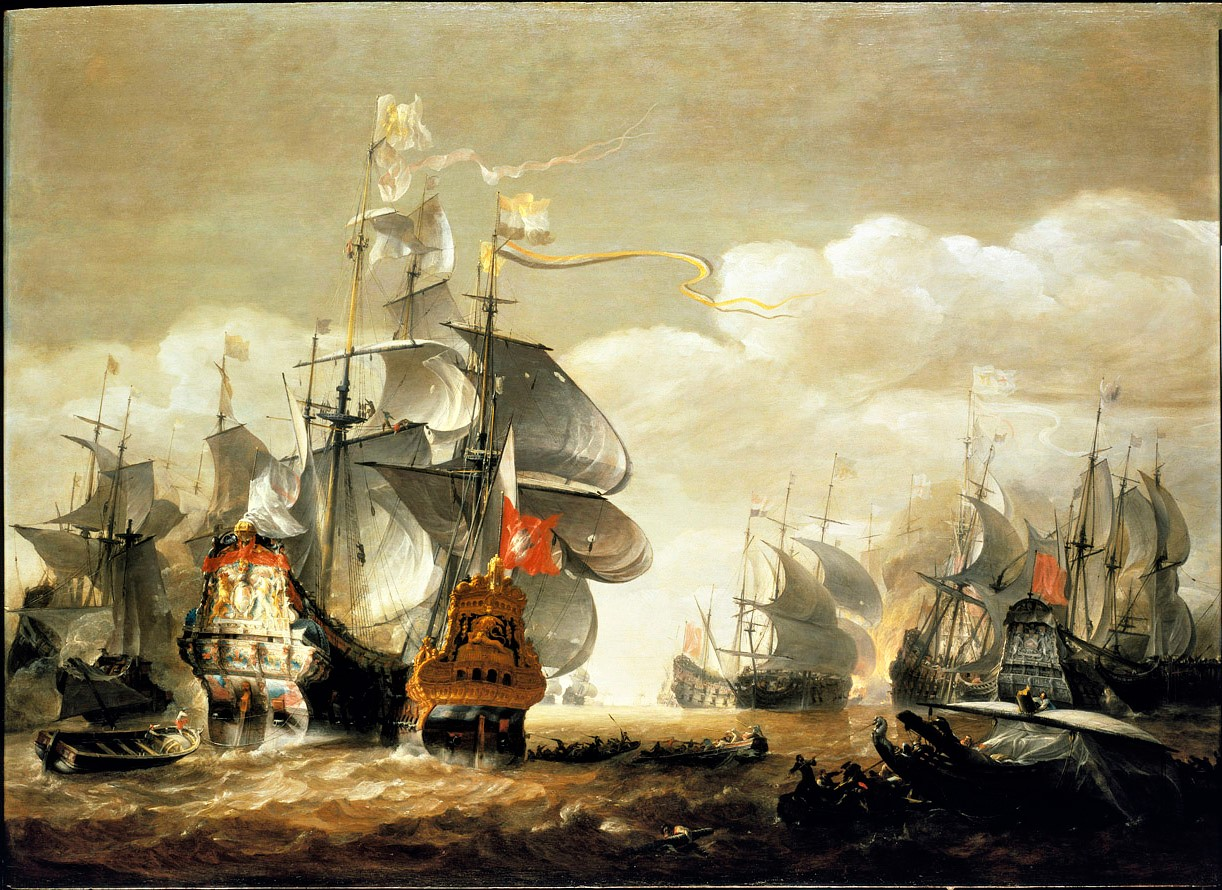
Bătălia de la Lowestoft, 13 iunie 1665, ilustrând pe Royal Charles în luptă cu Eendracht.

Declanșarea oficială a ostilităților nu a debutat foarte bine pentru Provinciile Unite. În 1665 multe nave neerlandeze au fost capturate iar comerțul și industria Provinciilor Unite au fost afectate. Englezii au obținut un succes inițial prin capturarea coloniei neerlandeze Noua Olandă (prezentul New York). Prima mare bătălie navală a războiului, Bătălia de la Lowestoft din 13 iunie 1665, a implicat 109 nave de linie și fregate engleze și 103 nave de linie și fregate de partea neerlandezilor, mai multe decât orice altă bătălie navală ulterioară între flote principale de război. Pentru prima și ultima oară în istoria bătăliilor navale anglo-neerlandeze, flota neerlandeză era armată cu mai multe tunuri decât cea engleză și în medie numărul de tunuri de pe navele neerlandeze era superior celui al navelor engleze, însă nu și la nivelul calibrelor. Englezii încă aveau șase nave amiral cel puțin la fel de puternice sau superioare celei mai puternice nave amiral neerlandeze. Din nefericire, cea mai puternică flotă neerlandeză care a navigat până atunci era divizată în nu mai puțin de șapte escadre distincte, încă cu multe nave comerciale armate, iar comandantul șef, locotenentul-amiral Jacob van Wassenaer Obdam, era nu numai un ofițer de uscat fără calități de marinar și un amiral nehotărât dar nici nu s-a putut face ascultat de ofițerii amirali rivali subordonați. Dezordinea și divizarea flotei neerlandeze, indecizia comandantului șef cuplate cu linia de șir singulară adoptată de englezi și cu moralul lor războinic ridicat, a dus la cea mai mare înfrângere din istoria maritimă a Țărilor de Jos, încheiată cu pierderea a 17 nave și a aproape 5.000 de morți, răniți și prizonieri. Obdam a murind sărind în aer împreună cu nava sa amiral.
Izbânda tactică nu a avut totuși pentru englezi și rezultate strategice. Din motive politice, Ducele de York și Prințul Rupert și-au coborât pavilioanele și au părăsit flota. Rămas la comanda flotei, amiralul Sandwich a ieșit din nou în mare la mijlocul lunii iulie ca să blocheze coasta olandeză. Dar nu a putut împiedica nici înapoierea lui Michiel de Ruyter în Țările de Jos (6 august, venit din Expediția sa din Guineea și America), nici captura un valoros convoi de corăbii neerlandeze cu mirodenii din Indiile de Est adăpostite în portul neutru Bergen (din Norvegia, pe atunci ținând de Danemarca), care s-a apărat vajnic, și nici nu a reîntâlnit flota neerlandeză refăcută rapid prin strădaniile lui Jan de Witt; la 18 august De Ruyter avea să primească comanda supremă. Cu alte cuvinte, Bătălia de la Lowestoft nu hotărâse de fel deznodământul războiului și nici al sezonului naval din acel an.
Comerțul maritim neerlandez și-a revenit în 1666, în timp ce efortul de război și economia Angliei sufereau datorită ravagiilor ciumei  și apoi a incendiului din inimii comercială a Londrei. Amândouă flotele s-au pregătit intens pentru noua campanie punând în serviciu un număr apropiat de vase de linie – 80 englezii, 84 neerlandezii, ambele părți adăugând câteva nave mai mici și nave incendiatoare. Deși mai puțin numeroase decât anul precedent, navele erau în medie mai bine armate cu tunuri și cu echipaje mai numeroase. Flota engleză era comandată de doi amirali reuniți, prințul Rupert și ducele de Albemarle (fostul general Monck din războiul civil), rămânând împărțită tot în trei escadre a câte trei divizii fiecare. De Ruyter a organizat flota neerlandeză în trei escadre principale, centrul având trei divizii, însă avangarda și ariergarda cuprindeau fiecare câte două divizii a trei diviziuni, cu fiecare diviziune sub ordinele directe ale unui ofițer amiral. Amiralitățile provinciilor au vrut deci să-și păstreze drepturile de comandă.
Provinciile Unite au încheiat o alianță ofensivă cu Franța și Danemarca, îndreptată împotriva Angliei, urmând să asigure flotei neerlandeze aportul a 40 nave de linie din partea fiecărui aliat. Flota daneză nu avea să iasă pe mare, dar cea franceză (condusă de ducele de Beaufort) a plecat în ianuarie 1666 din Toulon spre Brest. Știindu-se eforturile francezilor de a construi o marină puternică, englezii au trebuit să țină cont de o eventuală intervenție franceză în Canalul Englez. Însă navele engleze erau și mai bine înarmate ca în trecut, susținătorii artileriei supraîncărcând fiecare navă cu mai multe tunuri de calibre și mai mari.

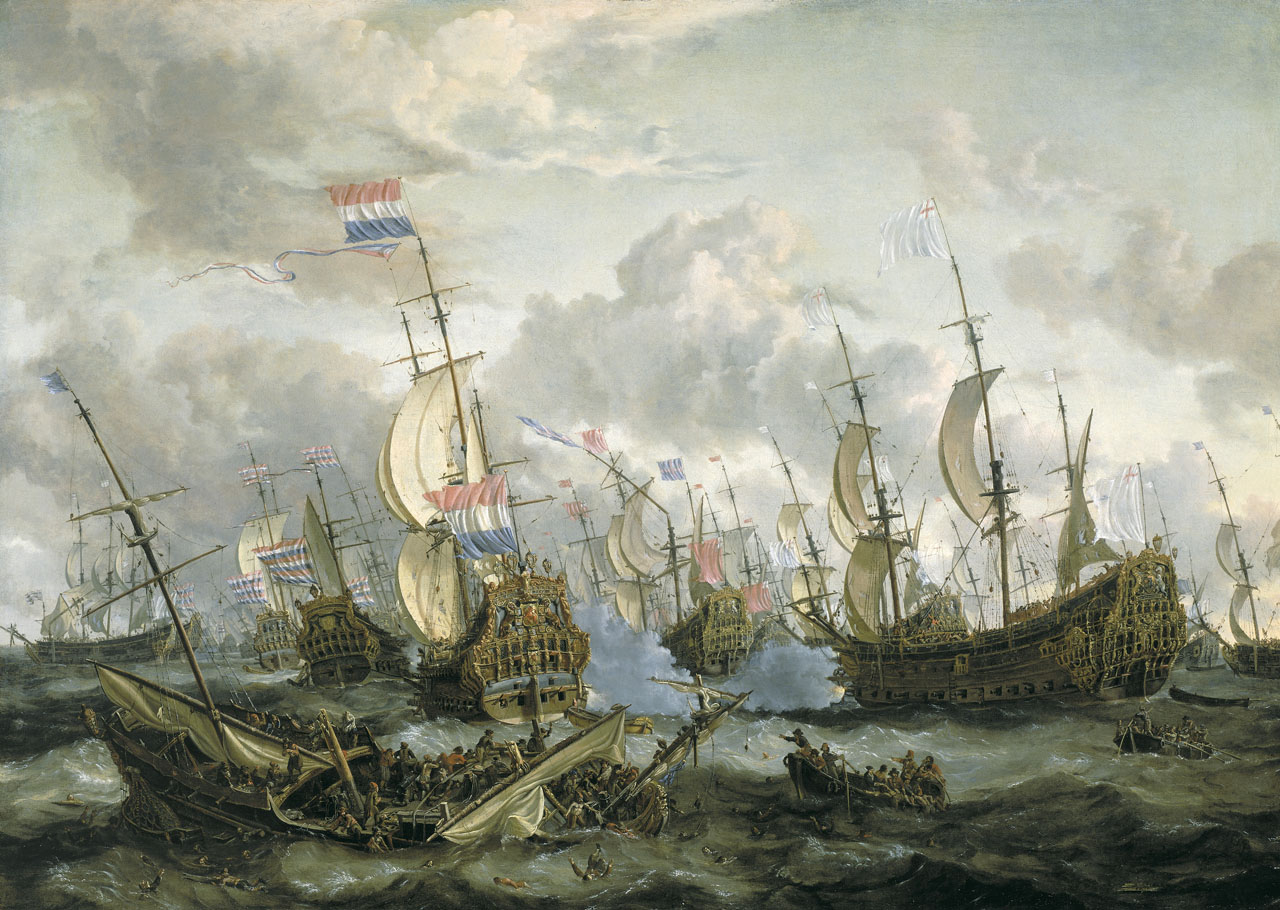
Bătălia de Patru zile din 1666, tablou de Willem van de Velde

La începutul lunii iunie 1666 regele Carol al II-lea a primit vești (dovedite ulterior a fi false) asupra ivirii flotei franceze în Marea Mânecii și a trimis poruncă lui Rupert să plece de îndată cu avangarda flotei în întâmpinarea ei. În schimb Monck a rămas astfel numai cu 58 de unități. De Ruyter a ieșit în larg la 10 iunie dar schimbarea vântului l-a obligat să ancoreze în mijlocul mării, între Dunkerque și Downs. A doua zi, 11 iunie, Monck a zărit flota neerlandeză și judecând după avantajul vântului, experiența sa anterioară din Primul Război și victoria copleșitoare din anul precedent de la Lowestoft, că inamicul putea fi învins chiar și dacă acesta avea superioritate numerică, a dezlănțuit atunci bătălia printr-una din acele acțiuni surprinzătoare care se întâlnesc destul de rar în istoria luptelor pe mare. Astfel a început monumentala Bătălie de Patru Zile, cea mai lungă acțiune continuă din istoria velierelor. Neerlandezii s-au arătat mai puternici decât la Lowestoft și mai periculoși decât își amintea Monck că fuseseră în 1653, adoptând și ei formația de linie. Ambele părți au suferit mult și au pierdut fiecare câteva unități majore. Nici ralierea escadrei de 20 de nave a lui Rupert în a treia zi nu a adus avantajul de partea englezilor, care au pierdut cea mai mare navă din flotă, Prince Royal, capturată și incendiată de neerlandezi iar amiralul George Ayscue trimis prizonier în Țările de Jos, o umilire niciodată repetată pentru marina engleză. În a patra zi de luptă, când ambele părți aveau forțe mai echilibrate, 64 nave de linie neerlandeze față de 60 ale englezilor, De Ruyter a atacat decisiv rupând linia engleză în mai multe puncte și aducând victoria. Cea mai amplă bătălie din Epoca Velelor s-a încheiat cu izbânda flotei neerlandeze. Englezii au pierdut 10 nave de linie (din care 6 capturate) și 2 nave incendiare, aproximativ 3.000 de morți și răniți, 2.000 căzuseră prizonieri, aproape tot restul flotei suferise avarii grele. Doi vice-amirali au fost uciși și un amiral a fost capturat. Neerlandezii au pierdut și ei 4 nave de linie și 3 nave incendiare, cu 1.500 morți și 1.300 răniți. Victoria lor s-a datorat îndeosebi fracționării inițiale a flotei engleze, fracționare care s-a dovedit ulterior fără rost. Abia la 28 iulie ducele de Beaufost a părăsit Lisabona și tocmai în septembrie avea să ajungă în pasul Calais.

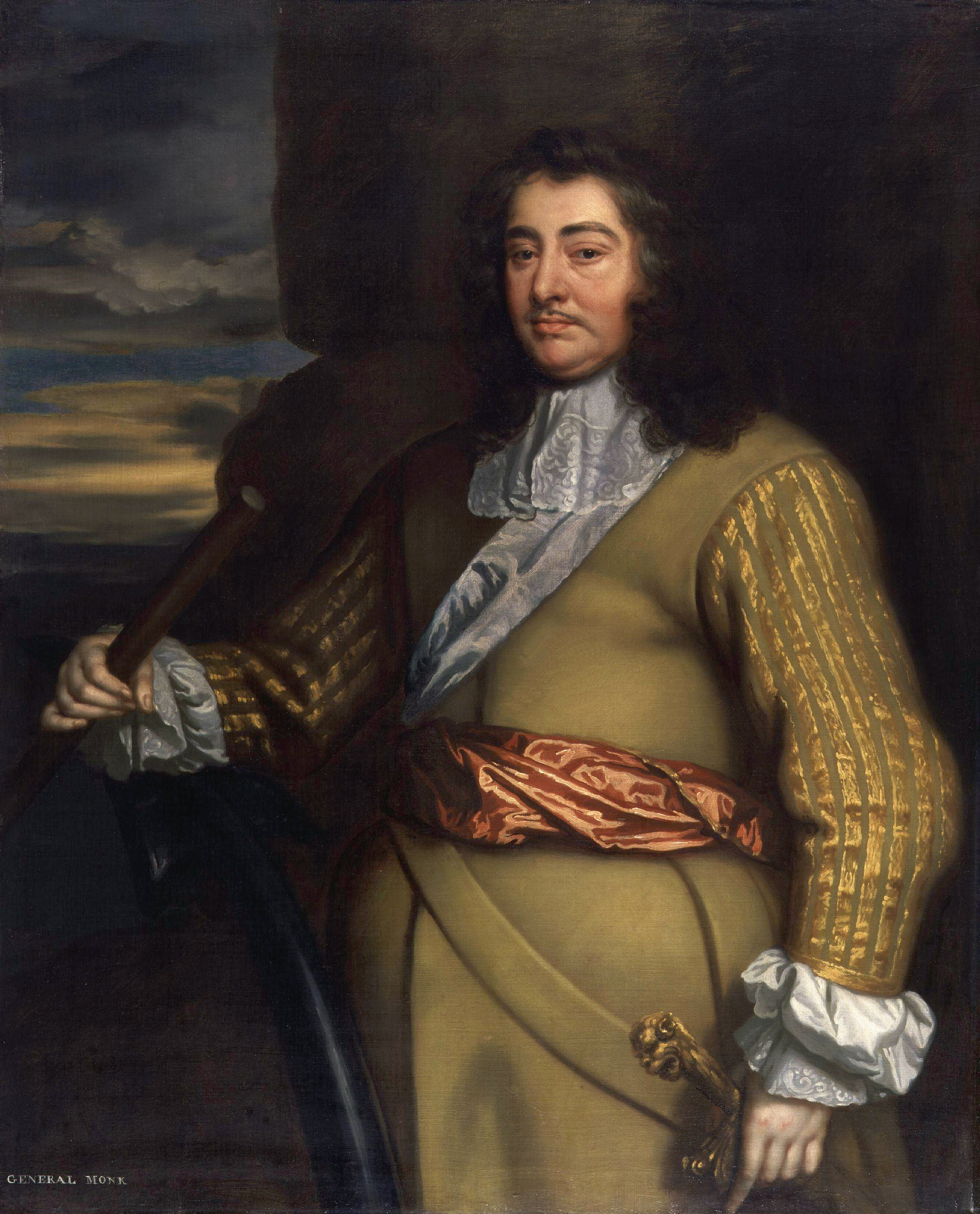
George Monck, Duce de Albemarle. Portret de Ferdinand Bol

Tactic, linia unică de șir continuase să fie în general păstrată, dar s-a ajuns și la lupta apropiată a unor nave sau fracțiuni de escadre, ca în războiul precedent.
Pentru Anglia, care considerase Țările de Jos îngenuncheate pe mare, înfrângerea a apărut ca o mare rușine. Monck nu se socotea însă învins, ținând seama de felul eroic cum luptase și de faptul că neerlandezii nu erau nici ei în stare să mai iasă o vreme în larg. De Ruyter și-a reparat grabnic navele și la 10 iulie s-a ivit la coasta Angliei, plănuind să debarce soldați la Harwich. Amenințarea debarcării și a unui presupus atac francez i-au făcut pe Monck și pe Rupert să grăbească la rândul lor reconstituirea flotei prin reparații și construcții noi și la 1 august au ieșit în larg cu 81 vase de linie, 9 fregate și 18 nave incendiare, spre a-i izgoni pe neerlandezii care practic de aproape 3 săptămâni blocau traficul la gura Tamisei. La 4 august De Ruyter a acceptat bătălia, dispunând de 71 nave de linie, 19 fregate și 20 nave incendiare. În medie cele două flote aveau nave și mai puternice cu echipaje și mai numeroase decât în bătălia anterioară.
Vântul nefavorabil neerlandezilor i-a costat Bătălia de două zile de la North Foreland din 4-5 august 1666. De Ruyter s-a găsit sub vânt, un vânt foarte slab care în lupta în linia de bătaie care a urmat a avantajat tunurile mai grele ale englezilor. Avangarda neerlandeză a pierdut doi amirali și nava unui vice-amiral, retrăgându-se după câteva ceasuri de luptă. În centru, De Ruyter s-a duelat cu cele mai grele nave engleze, dar a trebuit să rupă lupta când avangarda engleză, în loc să urmărească navele împrăștiate ale avangărzii neerlandeze, a venit să-și sprijine propriul centru. De Ruyter a asigurat retragerea ordonată cu 20 de nave, sperând să strângă fugarii și să fie raliat de Tromp pentru a putea reîncepe lupta a doua zi. Între timp Tromp a rămas mult sub vânt și nu a putut sprijini centrul, angajându-se însă în luptă cu ariergarda engleză. O navă engleză a fost incendiată, dar escadra engleză nu a putut fi destrămată și nici De Ruyter nu a putut fi sprijinit de Tromp tocmai atunci când ar fi avut mai multă nevoie. A doua zi, 5 august, pe o mare calmă, De Ruyter a trebuit să facă față cu doar vreo 7-8 nave în jur unui detașament de 20 de adversari grupați în semilună în jurul navei amiralilor Angliei. Imobilizate de calm, navele au schimbat doar câteva bordee de la mare distanță, până când vântul întărit i-a permis lui De Ruyter să se retragă pe Schelde, fără Tromp însă. Acesta se înapoiase dimineața în apele luptei centrelor, lângă nisipurile Galloper, și a reluat angajamentul cu ariergarda lui Smith până ce s-a văzut amenințat și de celelalte escadre engleze. Monck, părăsind urmărirea lui De Ruyter, a întors spre a-i tăia drumul lui Tromp ce se retrăgea spre sud-est, dar nu l-a putut prinde în clește, navele lui Smith rămânând prea în urmă.
Înfrângerea tactică a neerlandezilor era categorică, dar din punct de vedere material au pierdut doar 2 nave și 2.500 morți și răniți, față de 1 navă engleză și 1.200 morți și răniți. Însă desfășurarea bătăliei restabilea realitatea de la sfârșitul primului război: flota engleză era superioară celei neerlandeze prin tăria artileriei, dimensiunile navelor și spiritul combativ al echipajelor. 
Bătălia a avut însă rezultate operative importante în acel an. Blocada Tamisei a încetat, flota engleză a blocat la rândul său câteva zile coasta neerlandeză. La 19-20 august amiralul Holmes a incendiat 150 de nave comerciale și mai multe depozite de marfă din insula Terschelling. La începutul lunii septembrie De Ruyter a luat marea cu flota neerlandeză refăcută pentru a ocroti flota cu mirodenii ce se întorcea din Indii și pentru a se întâlni cu francezii care, în sfârșit, apăruseră în Marea Mânecii. Englezii au ieșit și ei pe mare pentru a împiedica ralierea flotei neerlandeze de către navele lui Beaufort. Cele două flote dușmane au luat contact din nou la 11 septembrie, dar vremea proastă a împiedicat bătălia și a împrăștiat escadra franceză aflată în apropiere, o navă engleză fiind capturată de neerlandezi iar una franceză de către englezi.

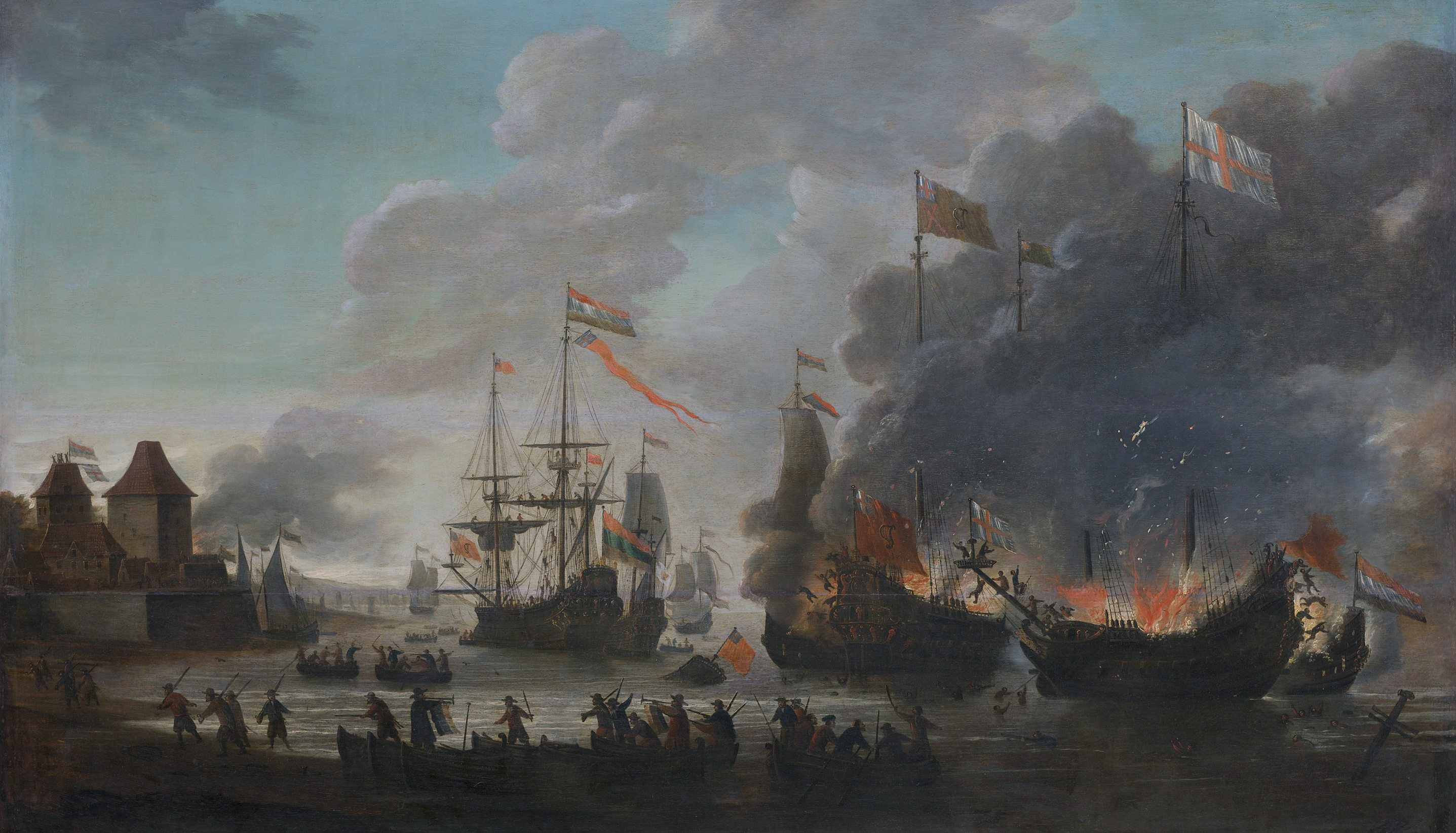
Arderea navelor engleze de către neerlandezi în timpul expediției la Chatham

Carol al II-lea nu a mai avut bani pentru a echipa întreaga flotă de război și în al treilea an de război, permițând astfel în iunie 1667 neerlandezilor să își îndeplinească vechile planuri de debarcare. De Ruyter a executat surprinzătorul Raid de la Medway, ceea ce a determinat câștigarea războiului de către neerlandezi; distrugerea flotei engleze în port este considerată și în prezent cea mai umilitoare înfrângere navală din istoria militară a Angliei.  O flotă de 64 nave de linie neerlandeze comandate de Michiel de Ruyter a urcat în sus pe estuarul Tamisei, a pătruns prin apărarea din portul Chatham, a incendiat navele engleze de război de acolo și a remorcat în Republică navele Unity și Royal Charles, nava amiral și mândria flotei Angliei. Șase nave de linie majore au fost incendiate și altele au fost sabordate de englezi fără a mai putea fi recuperate. Flota neerlandeză a primit întăriri ajungând la 80 de nave de linie. Doar refluxul l-a împiedicat să urce pe Tamisa și să atace Londra. Niciodată Londra nu s-a temut într-atât de un atac direct. Totodată, cel puțin moral, a fost răzbunat și prăpădul de la Terschelling din toamna dinainte. De Ruyter s-a retras de pe Medway și a atacat Harwich, unde a fost respins de trupele engleze.
Victoria neerlandezilor a avut un mare efect psihologic în toată Anglia. Acesta, împreună cu costurile războiului și cu cheltuielile extravagante ale curții lui Carol al II-lea, au produs o atmosferă de rebeliune în Londra. Carol a ordonat emisarilor englezi de la Breda să semneze rapid un tratat de pace cu neerlandezii, temându-se de o revoltă deschisă împotriva sa. Flota neerlandeză stăpânea marea, dar condițiile păcii fuseseră în principal stabilite mai din vreme. Salutul pavilionului a rămas neschimbat, iar Noul Amsterdam (rebotezat New York) a rămas în stăpânirea engleză, Anglia cedând în schimb o parte din Guyana (Surinam). Singurul avantaj important totuși pentru Țările de Jos era o modificare a Actului de Navigație al lui Cromwell în sensul că vasele neerlandeze puteau aduce pe Rin produsele statelor germane. Republica Neerlandeză se afla acum la zenitul puterii sale.
Dacă consecințele sale politice au fost mai puțin importante, al doilea război anglo-neerlandez a avut o importanță majoră în evoluția luptelor pe mare. Linia unică de șir s-a impus ca formația cea mai potrivită în condițiile folosirii unor nave de linie tot mai mari a căror putere de foc se manifesta în borduri. Ceea ce nu excludea manevra: dimpotrivă, trecerea unor fracțiuni sub vântul sau în vântul adversarului pentru atacarea din amândouă bordurile, se impunea ca o manevră firească. Dar la egală iscusință manevrieră, victoria nu putea fi decât a celui cu nave mai mari și cu tunuri mai puternice. Imediat după Restaurație, flota engleză a adoptat o politică de supraîncărcare a navelor de linie cu cât mai multe tunuri de calibre cât mai mari. Avantajați de tehnologia metalurgică superioară celei de pe continent, englezii au putut fabrica tunuri mai rezistente din bronz, permițând majorității navelor să aibă o greutate a calibrelor de două ori mai mare decât a navelor de aceiași mărime folosite mai târziu de englezi, și mult mai mare decât a navelor de mărimi similare a oricărei flote contemporane.

## Al Treilea Război Anglo-Neerlandez
Pacea de la Breda din 1667 nu a rezolvat rivalitățile comerciale pe mare, de vreme ce potențialul naval neerlandez a rămas în picioare. Ocuparea Flandrei spaniole în 1667 de către francezi a speriat Provinciile Unite care au încheiat „Tripla Alianță” de la Haga, cu Suedia și Anglia, pentru a opri tendințele hegemonice ale lui Ludovic al XIV-lea. Regele francez a dorit răzbunare, și pentru a cuceri Țările de Jos a încheiat alianțe cu electorul de Colonia și cu episcopul de Münster și a obținut neutralitatea Imperiului și a Suediei. Pe mare avea însă nevoie de puternica flotă engleză și a obținut sprijinul lui Carol al II-lea Stuart, dornic și el de răzbunare, plănuind să își împartă între ei Provinciile Unite.

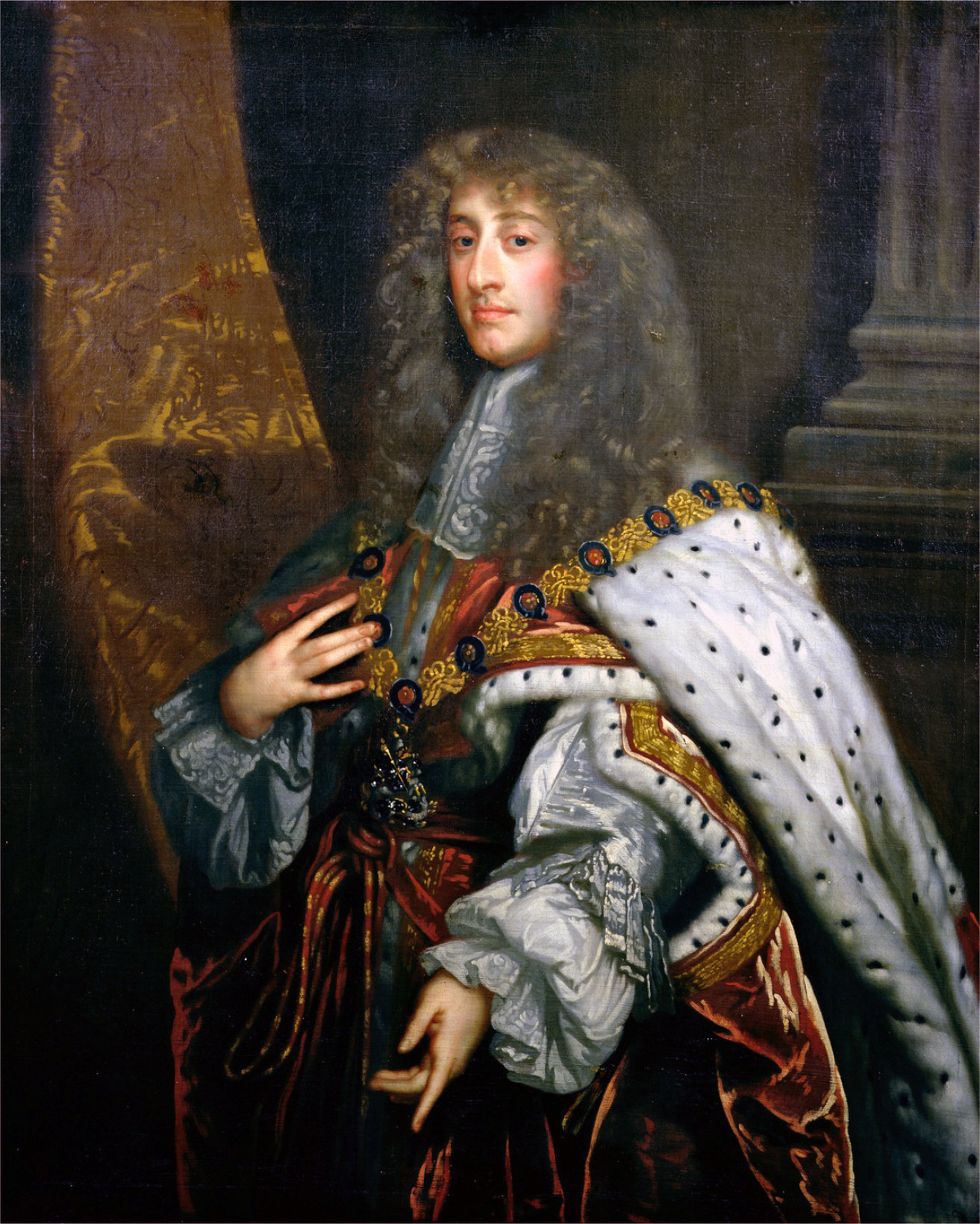
Iacob Stuart, Duce de York, tablou de Peter Lely

După Raidul de la Medway din 1667 flota neerlandeză era cea mai numeroasă și mai puternică din lume. Flota engleză a fost reconstruită curând cu subsidii franceze, reușind în 1672 să ajungă la paritate cu neerlandezii în timp ce puterea nominală a flotei franceze era superioară atât englezilor cât și neerlandezilor. După evenimentele rușinoase din războiul precedent, opinia publică engleză era lipsită de entuziasm cu privire la pornirea unui nou război. Totuși, fiind obligat prin Tratatul secret de la Dover, Carol al II-lea trebuia să îl ajute pe Ludovic al XIV-lea în atacul Franței asupra Republicii în Războiul Franco-Neerlandez. Prin intrigi, regele englez a semănat zâzanie între facțiunile republicană și oranistă din Provinciile Unite iar în 1671 iahtul ambasadorului său a cauzat un incident de steag care i-a oferit anul următor un pretext pentru a declara război Republicii neerlandeze.
În vara anului 1671, presimțind un viitor război, flota neerlandeză a fost mobilizată de către Michiel de Ruyter care împreună cu toți ofițerii amirali a exersat formațiile de linie și focul artileriei și a îmbunătățit colaborarea dintre amirali și disciplina echipajelor. În acest cadru iahtul englez „Merlin” a intrat singur în mijlocul flotei neerlandeze și a cerut să fie salutat nu numai prin coborârea steagului ci și prin lovituri de tun, acest ultim lucru fiind refuzat de amiralii neerlandezi.
Ca și în 1664, englezii au încercat dinainte să declare război să intercepteze flota neerlandeză de Smirna, un convoi anual cu nave comerciale care naviga din Levant sub escorta unei flotei pentru a-l proteja de corsarii barbari. La 22 martie 1672 amiralul Robert Holmes a atacat convoiul în Canalul Mânecii, dar a fost respins, capturând doar câteva nave comerciale.
Când la 6 aprilie Franța, urmată a doua zi de Anglia, a declarat război Provinciilor Unite, aproape nimeni în Europa nu s-a mai îndoit de apropiata desființare a Republicii, care a rămas cu un singur sprijinitor, electorul de Brandenburg. În decurs de o lună armata franceză a mărșăluit prin teritoriul episcopiei de Liège, o dependență a Electorului de Colonia, ocolind astfel orașele fortificate din Țările de Jos Spaniole și avansând apoi de-a lungul Rinului, invadând Republica. În același timp Episcopul de Münster și Electorul de Colonia au atacat provinciile neerlandeze dinspre Răsărit. Francezii au ocupat teritorii întinse fără să li se opună rezistență, iar noul stadhouder Willem al III-lea fiind nevoit să predea Utrecht fără luptă și să se retragă. Dar în timp ce avansul armatei franceze a încetinit, neerlandezii au spart digurile și au inundat un larg brâu de poldere dintre Zuiderzee și Rin, formând Linia de Apă Olandeză care a protejat nucleul industrial al provinciei Olanda.

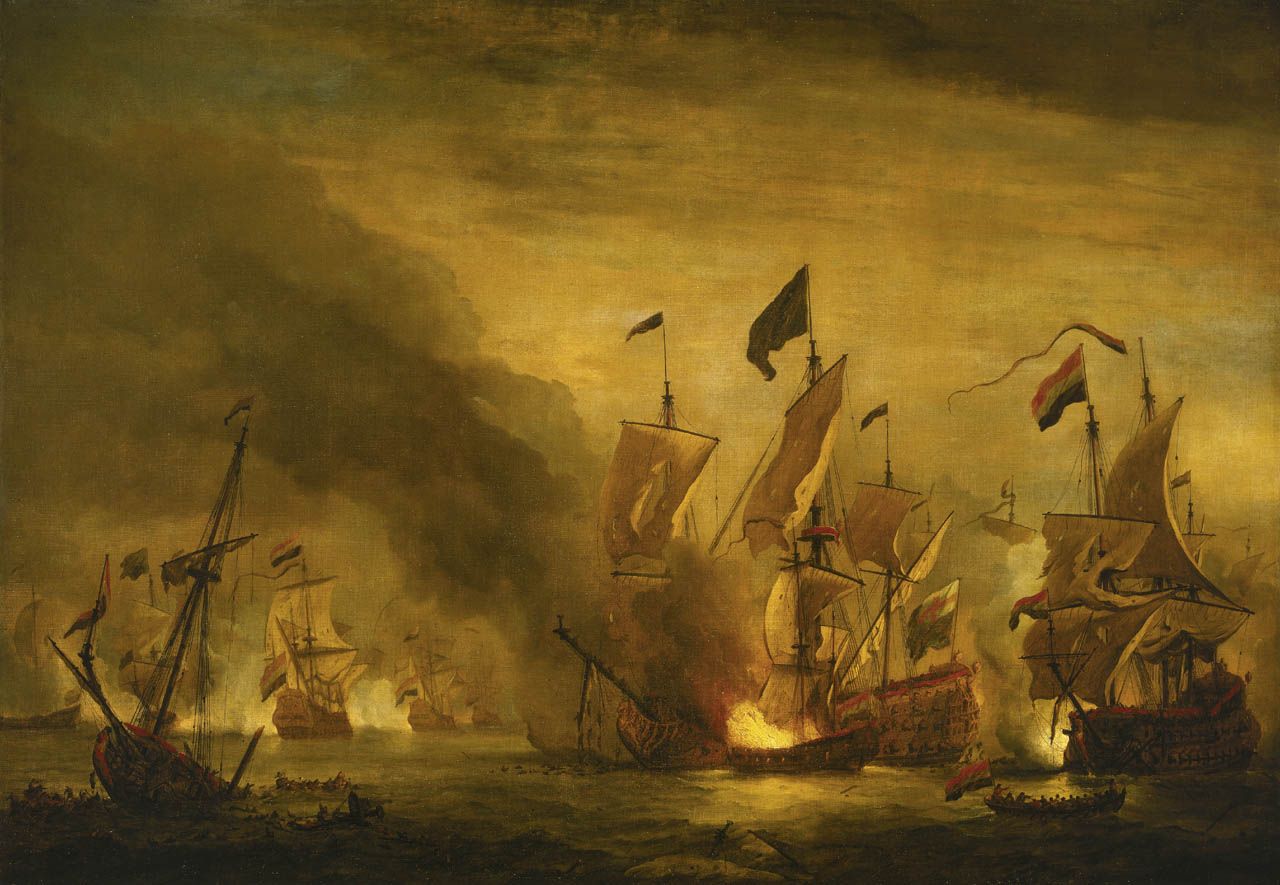
Incendierea navei Royal James în Bătălia de la Solebay, 7 iunie 1672, tablou de Willem van de Velde cel Tânăr

În 1672, tipul obișnuit al navelor de luptă cu vele era tot vasul de linie având două sau trei punți cu între 40 și 80 de tunuri, și câteva sute de oameni echipaj. Vasele de linie neerlandeze aveau fundul plat, se manevrau ușor dar țineau mai puțin bine marea. Vasele de linie engleze erau ceva mai mari și mai solid construite, cu carena mai rotundă. Cele mai bine construite erau însă vasele de linie franceze pentru care Colbert adusese meșteri din țările vecine și asigurase înzestrarea corespunzătoare a șantierelor navale. În ceea ce privește tactica luptei navale, ca și în războiul anterior, fiecare flotă era împărțită în trei escadre principale: centrul, sau corpul de bătălie, sub comanda amiralului; avangarda, sub comanda viceamiralului, și ariergarda sub comanda contraamiralului. Toate escadrele foloseau ca formație obișnuită linia de șir. Întrucât artileria era dispusă în borduri, lupta se dădea bord la bord și „sub gabieri”, adică păstrând întinse numai velele superioare. Câștigarea avantajului vântului, adică poziția „în vânt” față de adversarul rămas „sub vânt”, era esențială și pentru acceptarea sau refuzarea luptei și pentru alegerea distanței de tragere care putea fi la „bătaie de pușcă” sau „la jumătate bătaie”. Ofițerii și echipajele engleze și neerlandeze erau de valoare apropiată. Francezii însă, a căror marină se găsea încă în reconstrucție, nu dobândiseră încă iscusința manevrieră cu care aveau să dea ei înșiși lecții mai târziu.
Pe mare flota neerlandeză, deși incompletă în lipsa escadrei Amiralității din Frisia, provincie atacată intens de Münster, a adoptat o strategie agresivă, căutând să obțină o victorie navală decisivă. Încercările lui De Ruyter de a bloca Tamisa și a învinge pe aliați înainte ca forțele lor navale să se unească au eșuat datorită întârzierii pregătirilor navelor din Zeeland. În ciuda inferiorității numerice în fața escadrelor engleze și franceze reunite, chiar și raliată de escadra din Zeeland, flota neerlandeză s-a îndreptat totuși spre coasta Angliei în urmărirea inamicului, numărând 61 nave de linie și 14 fregate. La 7 iunie acesta a surprins flota anglo-franceză de 77 nave de linie și 19 fregate a Ducelui de York în timpul reaprovizionării pe costa engleză; escadra franceză din avangardă a navigat în direcția opusă escadrelor engleze rămase să ducă greul luptei cu neerlandezii. Dar aliații au fost salvați de la o înfrângere severă în Bătălia de la Solebay printr-o schimbare subită a vântului, lăsându-l pe De Ruyter fără avantajul vântului. Cu toate acestea, daunele cauzate, inclusiv moartea amiralului Edward Montagu, conte de Sandwich, au fost atât de mari încât aliații au fost împiedicați să mai execute vreo campanie navală majoră pentru restul sezonului, cu excepția unei încercări eșuate de a intercepta Flota Mirodeniilor ce se întorcea din Indiile de Est. Armata franceză fiind blocată de Linia de Apă și nereușind să o treacă nici pe gheață în timpul iernii, în 1673 aliații anglo-francezi au pus un mai mare accent pe încercarea de a invada Republica dinspre mare. Willem al III-lea a început să scoată Provinciile Unite din izolarea politică în care se găseau, dar în primăvara anului 1673 situația politică și militară a neerlandezilor rămânea îngrijorătoare. Electorul de Brandenburg inițiase tratative cu regele Franței, armata imperială stătea inactivă în Alsacia, iar nădejdea unei păci separate cu Anglia fusese spulberată de declarația Cancelarului englez în Parlament „Delenda est Carthago” (Cartagina trebuie distrusă). Cu toată nepopularitatea războiului în Anglia, Parlamentul a votat fonduri suplimentare pentru flota de război, pentru a evita repetarea evenimentelor din 1667 când neerlandezii au atacat bazele navale engleze în absența flotei lipsită de finanțare.

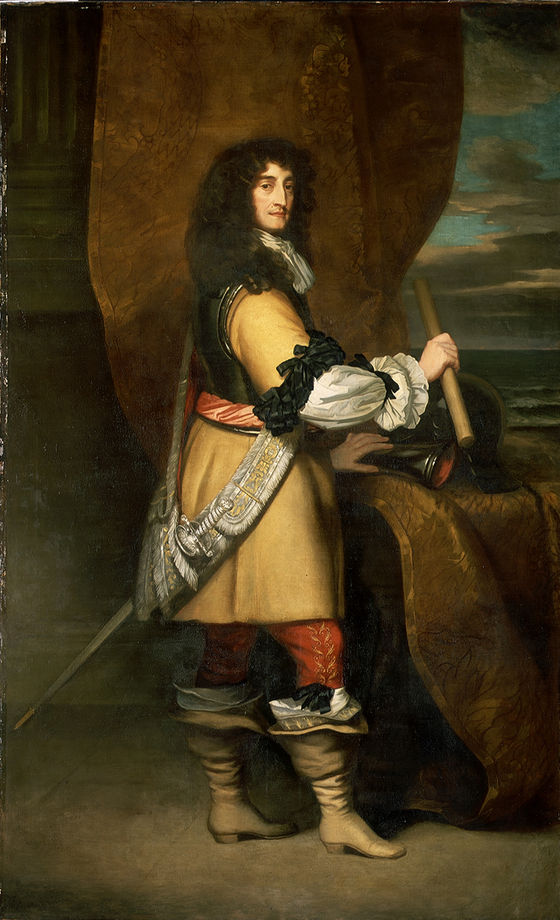
Prințul Rupert de Rin, tablou de Peter Lely

Deși a pornit campania navală din 1673 cu o flotă și mai redusă decât în anul anterior, De Ruyter a luat inițiativa și a încercat să blocheze Tamisa scufundând în două locuri corăbii lestate. Dar vremea proastă și apariția navelor engleze a împiedicat operația iar flota neerlandeză s-a întors în apele sale, adoptând o nouă tactică: să stea în defensivă sub coastă, observând pe dușman, și să atace numai în împrejurări favorabile. De Ruyter a ancorat cu 52 nave de linie și 11 fregate la Schooneveld, un bazin cu ape puțin adânci, printre bancurile flamande din largul Flandrei și Zeelandei.
Flota aliată anglo-franceză de 76 nave de linie, 10 fregate și 34 nave incendiatoare, aflată de această dată sub comanda Prințului Rupert de Rin, a înaintat spre Schooneveld căutând să îl scoată pe De Ruyter în larg pentru a-l învinge și a permite invazia, dar flota neerlandeză a atacat prin surprindere deși era mult depășită numeric. De această dată escadra franceză, plasată în centrul flotei aliate, a slăbit tăria întregii flote, divizând escadrele engleze și neputându-se opune manevrelor elaborate ale lui De Ruyter care a tăiat linia aliată chiar prin mijlocul francezilor și a dispersat navele anglo-franceze. Aliații s-au retras în neorânduială cu multe nave avariate, neputând declanșa invazia plănuită. Peste o săptămână, la 14 iunie 1673, în largul bazinului Schooneveld flota neerlandeză a lui De Ruyter a atacat din nou flota anglo-franceză aflată în plină reorganizare, luându-i prin surprindere pe aliați și provocându-le atâtea pierderi materiale și umane încât aceștia au fost nevoiți să se retragă pe coasta Angliei. 
Timp de o lună și jumătate, flota aliată nu a mai fost în stare să iasă pe mare. Flota neerlandeză a încrucișat vreme de zece zile la începutul lunii iulie la gura Tamisei, dar s-a întors în cele din urmă la Schooneveld așteptându-se la o ciocnire hotărâtoare. În Anglia, 30.000 de soldați așteptau să fie îmbarcați, iar în Flandra se adunaseră de asemenea trupe în același scop.

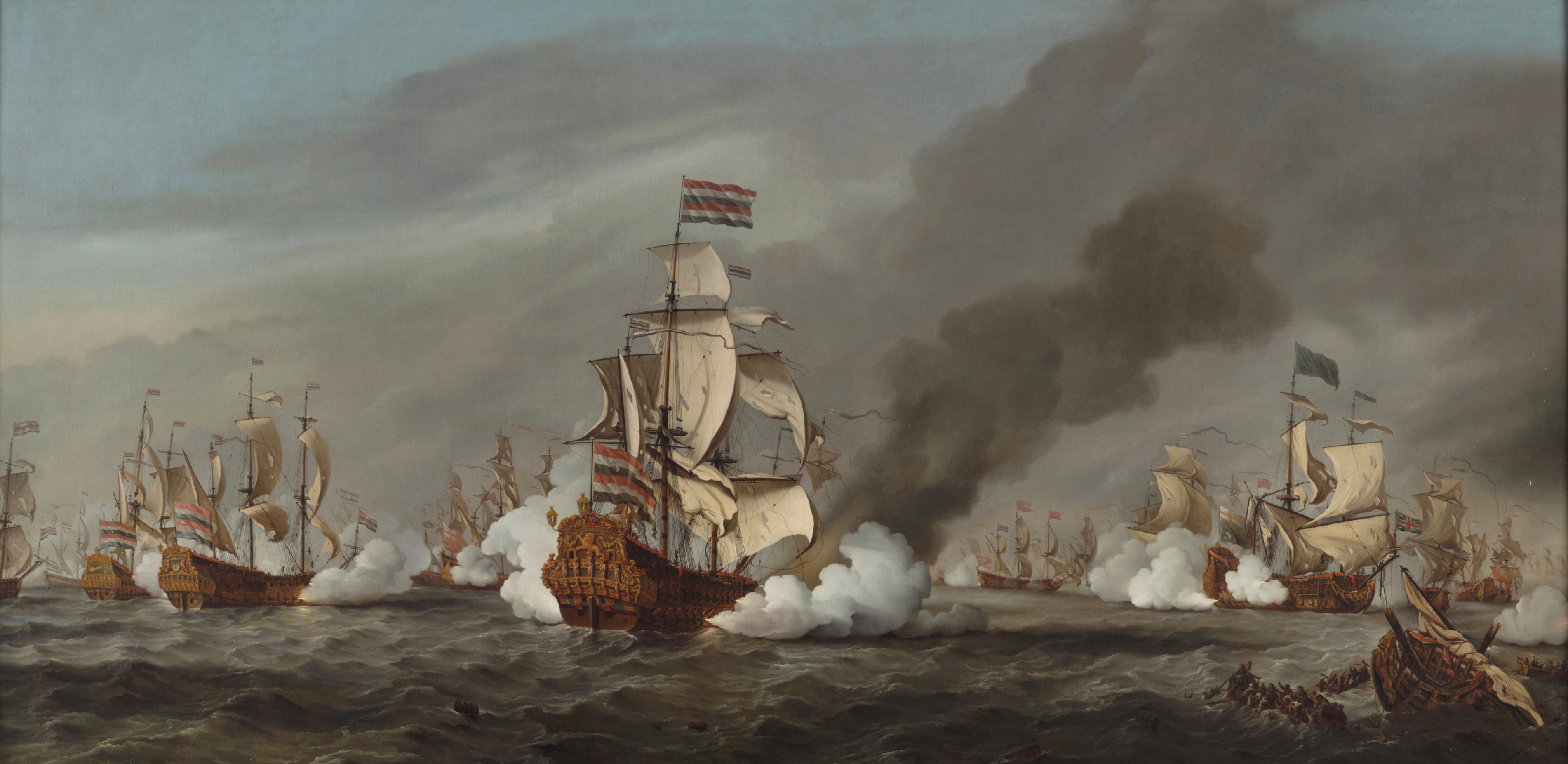
Bătălia de la Texel, 11-21 august 1673 de Willem van de Velde cel Tânăr, pictură din 1683

La începutul lunii august flota aliată a ieșit în larg mai puternică ca oricând, cu 86 nave de linie, 9 fregate și 32 nave incendiare, Prințul Rupert îndreptându-se spre nord-estul coastei Olandei, stârnind panica de-a lungul coastei și amenințând să captureze Flota cu mirodenii. De Ruyter, a cărui flotă a fost întărită la 60 nave de linie, 15 fregate și 25 nave incendiare, a fost nevoit să iasă din Schooneveld și atunci când vremea i-a permis, să angajeze la 21 august 1673 Bătălia de la Texel. Ambele părți și-au aruncat în luptă toate forțele, căutând un rezultat decisiv; chiar și francezii au luptat din greu, dar pentru a patra oară s-au lăsat separați de flota engleză. Spragge, comandantul ariergărzii aliate a rupt formația pentru a doua oară pentru a se duela cu Tromp, comandantul avangărzii neerlandeze; de această dată englezul și-a pierdut viața. După ce și-au provocat daune enorme, ambele flote s-au retras, cea aliată pentru a nu se mai întoarce niciodată în apele Țărilor de Jos.
Per ansamblu Michiel de Ruyter a obținut patru victorii strategice împotriva flotei dușmane mult superioare, provocând mai multe daune decât a primit și a împiedicat invazia care amenința să cadă în spatele Republicii. Astfel împotrivirea flotei neerlandeze a salvat existența Provinciilor Unite ca stat suveran independent și a permis supraviețuirea Republicii până când au fost încheiate noi alianțe cu Spania și împăratul, anul următor francezii trebuind să evacueze teritoriul neerlandez.
Nemulțumit de înfrângerile strategice și de activitatea suspectă a escadrei franceze în cadrul flotei combinate aliate, Parlamentul englez l-a obligat pe regele Carol al II-lea să încheie pacea cu Provinciile Unite la 19 februarie 1674. Neerlandezii au înapoiat New York-ul recucerit în 1673 (și rebotezat Noul Orania), în rest confirmându-se status quo-ul din 1667, alături de o indemnizație de 2 milioane de guldeni (sau 1 milion de livre sterline).

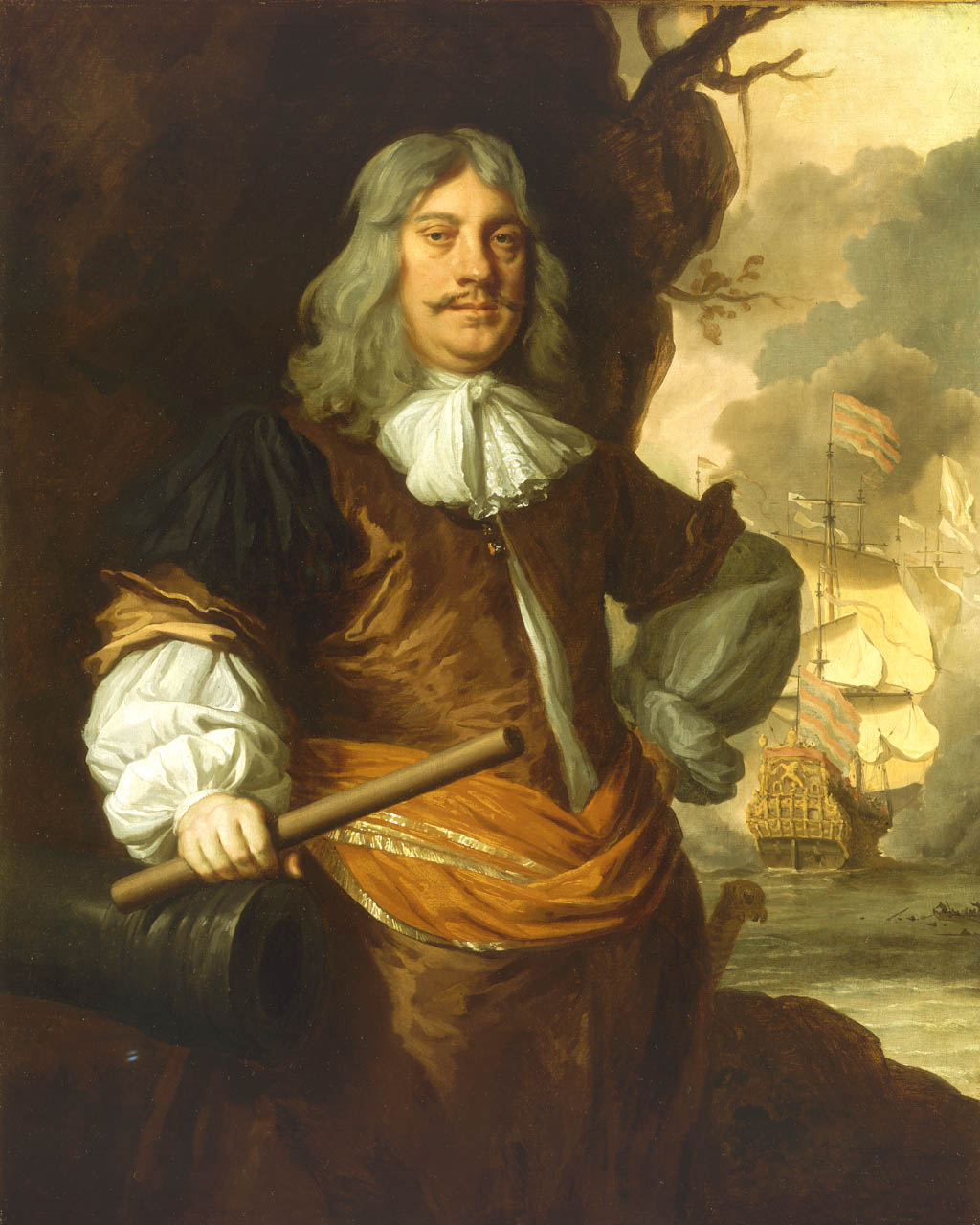
Cornelis Tromp, tablou de Peter Lely, c.1675.

În decursul a patru bătălii navale De Ruyter a demonstrat că o flotă unită, condusă de un corp de ofițeri profesioniști și manevrată de echipaje puternic motivate, poate înfrunta de la egal la egal o flotă mult superioară numeric și material. Chiar dacă de mărimi inferioare și cu tunuri de calibru mai mic, navele neerlandeze au aplicat un tir de artilerie cu cadență mai alertă datorită exercițiilor repetate la care a fost supusă de către comandanți. Nu în ultimul rând, geniul lui Michiel de Ruyter a îmbinat apărarea în apele puțin adânci de la Schooneveld cu ofensive pe coasta Angliei, folosindu-se cu inteligență de elementul surpriză, de forțe de șoc, de linia de șir dar și alternând concentrarea forțelor asupra unei secțiuni a flotei inamice, ruperea liniei dușmane și scoaterea în afara luptei a unor mari părți din forțele aliate folosindu-se de efective inferioare, obținând astfel reducerea inferiorității numerice mai ales în lupta cu escadrele engleze sau atingerea unei superiorități locale asupra uneia sau mai multor divizii sau escadre. Deoarece obiectivul flotei neerlandeze era în primul rând de a rămâne întreagă, apărând neoficial principiul „flotei în viață” înaintea Bătăliei de la Beachy Head din 1690, și în același timp de a împiedica orice debarcare a trupelor inamice în spatele Liniei de Apă, și nu distrugerea flotei aliate, toate cele patru bătălii pot fi considera victorii strategice decisive dacă nu chiar și tactice. Neerlandezii au reușit în mod repetat să distrugă sau să scoată din luptă marile fortărețe plutitoare engleze, navele de linie cu trei punți de tunuri, și să provoace mai multe pierderi aliaților, mai mulți amirali de escadră pierind în acțiune.
Războiul început cu francezii în 1672 a continuat pentru neerlandezi și după încheierea păcii cu Anglia în 1674. În 1673, printr-o mișcare diplomatică genială Provinciile Unite s-au aliat cu dușmanul lor secular, Spania, împotriva Franței și a Angliei. Dar flota spaniolă slabă a necesitat ajutorul celei neerlandeze. De Ruyter a navigat cu o escadră redusă în Marea Mediterană pentru a substanția eforturile spaniolilor de a înăbuși revolta din Messina susținută de flota franceză. Neerlandezii au obținut victorii strategice în Bătăliile de la Stromboli și Etna în 1676, împiedicând operațiile flotei franceze; dar De Ruyter a fost rănit mortal în această ultimă bătălie, iar mare parte din escadrele neerlandeză și spaniolă a fost incendiată la Palermo de către francezi. Respectul pentru De Ruyter trecuse de mult granițele Țărilor de Jos. Atunci când corpul său a fost transportat acasă, locotenentul-amiral-general a fost salutat prin lovituri de tun pe toată coasta Franței, la ordinele directe ale regelui Ludovic al XIV-lea.
Războiul cu francezii nu a fost limitat doar la Europa, dar s-a extins și în Lumea Nouă. Jurriaen Aernoutsz, un căpitan naval din Curaçao, a capturat colonia franceză Acadia în 1674. O flotă neerlandeză a atacat fără succes Martinica în același an. În mai 1676 amiralul neerlandez Jacob Binckes a cucerit Cayenne și Tobago. Dar francezii au recucerit aceste posesiuni în decembrie 1676 și respectiv 1677.
În Europa, francezii au început să se retragă din Provinciile Unite. Negocierile începute în 1676 s-au încheiat în 1678 prin Tratatul de la Nijmegen. Războiul a fost foarte costisitor pentru Republică, dar neerlandezii au reușit să își apere țara și să își păstreze toate posesiunile de peste mări.

## Alianța anglo-neerlandeză și declinul Provinciilor Unite
Invazia Angliei din 1688-1689, cunoscută ca Revoluția Glorioasă, poate fi considerată un scurt război anglo-neerlandez, dar scopul era pur politic: păstrarea religiei protestante în Anglia, menținerea Angliei în afara alianței cu Franța și atragerea ei în coaliția anti-franceză din Războiul Ligii de la Augsbug.
Revoluția Glorioasă din 1688 a pus capăt conflictelor anglo-neerlandeze din secolul al XVII-lea prin așezarea lui Willem al III-lea de Orania pe tronul Angliei ca co-rege cu soția sa Maria a II-lea. Dar aceasta s-a dovedit o victorie pirică pentru cauza neerlandeză. Principala preocupare a lui Willem a fost să aducă Anglia de aceiași parte a Provinciilor Unite în competiția acestora împotriva Franței. După ce a devenit rege al Angliei, Willem a acordat multe privilegii Marinei Regale pentru a-și asigura loialitatea și cooperarea ei. Willem a ordonat ca orice flotă anglo-neerlandeză să fie comandată de englezi, în timp ce neerlandezii trebuiau să contribuie cu 60% din forțele englezilor.
Elita comercială neerlandeză a început să folosească Londra ca nouă bază operațională și creșterea economică neerlandeză s-a diminuat. După 1720 aceasta nu a mai crescut deloc; pe la 1780 produsul intern brut pe cap de locuitor din Anglia l-a depășit pe cel din Provinciile Unite. În timp ce succesul comercial al neerlandezilor din secolul al XVII-lea a trezit invidia și admirația englezilor, la sfârșitul secolului al XVIII-lea creșterea puterii englezilor și pierderea concomitentă a predominanței Amsterdamului a provocat resentimentele neerlandezilor.
Cu toate acestea, creșterea puterii maritime a Angliei a fost graduală pe o perioadă îndelungată. Comerțul englez a crescut constant, dar traficul maritim englez nu a reușit să îl depășească pe cel neerlandez decât după 1750 și să atingă maximul realizat de neerlandezi în ultima jumătate a secolului al XVII-lea abia după 1780. Deși marina engleză s-a bucurat de o superioritate numerică zdrobitoare după Războiul de Succesiune la Tronul Spaniei (1701-1714) când Provinciile Unite și Franța aproape falimentare au trebuit să își reducă considerabil efectivele flotelor de război, Anglia nu a câștigat efectiv prin luptă supremația navală decât în Războiul de Șapte Ani (1756-1763), arătându-și superioritatea ofițerilor și echipajelor asupra calității materiale ale navelor marinei franceze și a celei spaniole reconstruite între timp.
După pacea din 1674 cu Anglia și mai ales după invazia din 1688 a lui Willem al III-lea, flota neerlandeză nu a mai considerat flota engleză ca principalul dușman. Tragediile din 1672 și dușmănia personală a lui Willem al III-lea față de Ludovic al XIV-lea, au făcut din flota franceză principala amenințare pentru flota neerlandeză. După o lungă perioadă de alianță cu Anglia, în care au fost forțate să ocupe o poziție inferioară, și după reducerea considerabilă a flotei franceze după 1714, Provinciile Unite și-au diminuat și ele flota de război, constrânse de datoria publică uriașă contractată în atâția ani de război, intrând într-o perioadă de neutralitate strictă în cea mai mare parte a secolului al XVIII-lea.

## Războaiele de mai târziu
Conflictele anglo-neerlandeze de mai târziu dintre 1790 și 1810 (Al patrulea război 1780-1784 suprapus Războiului american de independență, Al cincilea 1795-1802 suprapus Războaielor Revoluționare Franceze, Al șaselea 1803-1810 suprapus Războaielor Napoleoniene până la anexarea în cadrul Imperiului Francez) au avut cauze mai mult politice, decât coloniale sau comerciale: recunoașterea de către neerlandezi a Statelor Unite ale Americii in 1780 și aderarea la blocul națiunilor neutre în războiul dintre Anglia și coloniile sale nord-americane a atras răspunsul armat al Flotei Regale Engleze; Republica Batavă formată sub amenințarea armelor Revoluției Franceze a devenit ținta Angliei al cărei scop era de a neutraliza orice forță navală inamică sau neutră, apoi ocuparea coloniilor neerlandeze sub pretextul păstrării lor libere de controlul francez. Tehnic încă războaie anglo-neerlandeze, aceste conflicte duse un secol mai târziu au izbucnit de la cu totul alte cauze și nu vor fi incluse în discuția războaielor de mai devreme.

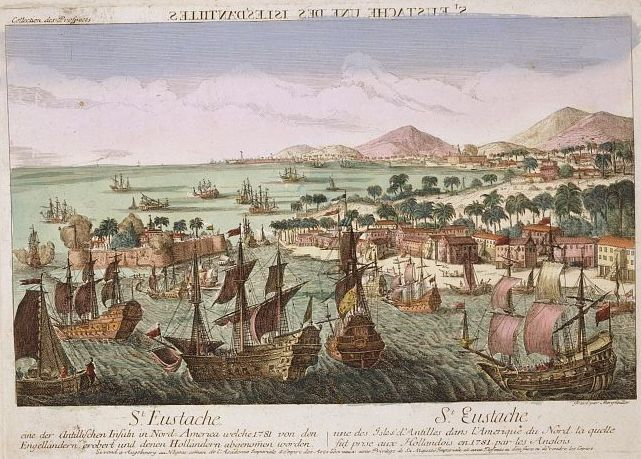
Capturarea Insulei Sint Eustatius de către flota engleză în 1781 și jefuirea ei.

Când Republica Neerlandeză a început să îi sprijine pe americanii răsculați împotriva Angliei, în special cu arme și muniție prin Insula Sint Eustatius din Caraibe, a izbucnit Al Patrulea Război Anglo-Neerlandez (1780-1784). America era un exemplu pentru patrioții neerlandezi care doreau să îngrădească puterea lui Willem al V-lea și să stabilească un guvern mai democratic. Neerlandezii încă dețineau mai multe poziții cheie în comerțul european cu Asia, precum Colonia Capului, Ceylon și Malacca. Marina neerlandeză era acum doar o umbră a celei din trecut, deținând doar vreo 20 de nave de linie, astfel că nu au avut loc mari bătălii navale. Flota Țărilor de Jos a luptat cu o escadră engleză în Bătălia de la Bancul Dogger, dar a evitat apoi orice altă luptă. Războiul a declanșat o nouă fază de construcții navale neerlandeze (95 nave de război în ultimul sfert al secolului al XVIII-lea sau 84 intre 1777 si 1789), dar britanicii și-au păstrat superioritatea numerică absolută dublându-și flota în același timp. Însă, datorită unei serii întregi de ghinioane (furtuni, coliziuni, eșuări), flota neerlandeză a pierdut aproape o treime din efective între 1782 și 1784. Coordonarea cu aliații săi, Franța și Spania, a fost proastă. Noile nave nu au fost gata la timp să îi împiedice pe englezi să captureze mai multe colonii neerlandeze, inclusiv I. Sf. Eustatius și aproape toate factoriile africane ale Companiei Neerlandeze a Indiilor de Vest. Englezii au încercat să facă din Republică un protectorat britanic, folosind presiunea militară a Prusiei care a făcut din Willem al V-lea o marionetă și obținând controlul efectiv asupra coloniilor neerlandeze, cele capturate în timpul războiului fiind înapoiate la încheierea păcii, cu excepția factoriei de la Negapatnam din India. Englezii au mai obținut dreptul de a face comerț liber cu parte din Indiile Neerlandeze de Est. Republica Neerlandeză a devenit fatal de vulnerabilă față de francezi, ceea ce a cauzat o schimbare de regim.
În Războaiele Revoluției Franceze și cele Napoleoniene din 1793-1815, Franța a redus Țările de Jos la un satelit și în cele din urmă le-a anexat în 1810. În 1797 flota neerlandeză a fost învinsă de britanici în Bătălia de la Camperdown. Franța considera apusa flota neerlandeză și marea capacitate neerlandeză de a construi nave drept niște bunuri foarte importante, dar după Bătălia de la Trafalgar a renunțat la încercarea de a egala flota britanică, în ciuda puternicelor insistențe ale neerlandezilor în acest sens. După încorporarea Țărilor de Jos în Imperiul Francez, Marea Britanie a ocupat majoritatea coloniilor neerlandeze, cu excepția Indiilor de Est Neerlandeze (Indonezia de azi), Surinam (pe care l-au capturat în mai 1804), Antilele Neerlandeze și factoria comercială Deshima din Japonia.
Unii istorici numără războaiele dintre Marea Britanie și Regatul Olandei în timpul Războaielor Napoleoniene drept al Cincilea și al Șaselea Război Anglo-Neerlandez.
În plus, Războaielor Anglo-Bure (1880-1881, 1899-1902) pot fi considerate într-o oarecare măsură războaie anglo-neerlandeze, deoarece republicile neerlandeze ale burilor din Africa de Sud erau în război cu britanicii.